# 兵庫県庁内部告発文書問題
兵庫県庁内部告発文書問題（ひょうごけんちょうないぶこくはつぶんしょもんだい）は、2024年3月に、当時の西播磨県民局長が、当時の兵庫県知事である斎藤元彦や県幹部らを告発する文書を、兵庫県警、国会議員、県会議員、報道各社の計10箇所に匿名で送付したことを端に発する、兵庫県における内部告発文書の取り扱いと処分を巡る問題である。斎藤知事批判文書問題（さいとうちじひはんぶんしょもんだい）とも呼ばれる。

## 概要

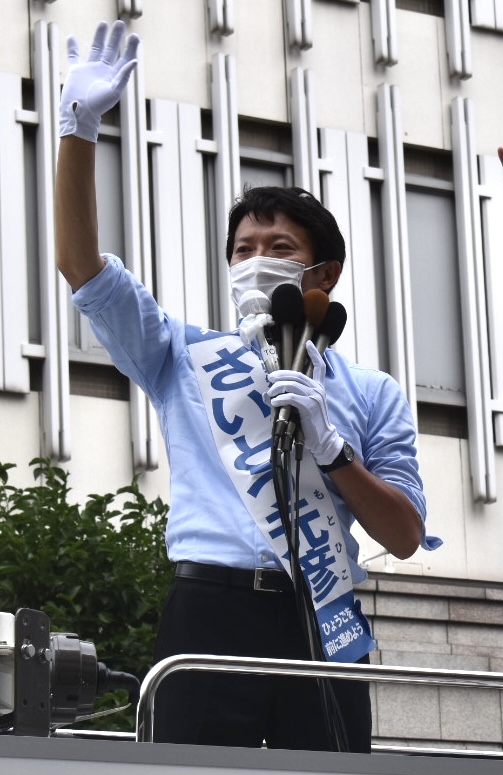
斎藤元彦（2021年兵庫県知事選挙）

2021年兵庫県知事選挙は、5期20年をつとめた井戸敏三前知事の引退に伴って、井戸県政の継承・刷新が争点となり、67年ぶりの保守分裂選挙となった。斎藤元彦は維新の会および自民党の一部兵庫県議会議員と、両党の県選出衆参全議員からの推薦を受けて出馬し、井戸県政時代の元副知事である金沢和夫を破って、第53代兵庫県知事に当選。それまで59年に渡り、兵庫県知事は副知事経験者がつとめてきたが、その流れも途絶えた。
知事となった斎藤は、官僚時代に宮城県に出向した際に知り合った4人（副知事である片山保孝、若者・Ｚ世代支援事業などを担当していた理事、総務部長、産業労働部長）を重用し、斎藤派閥を形成。県関係者（県職員、県議、報道関係者）は、斎藤と4人が出会った宮城県（仙台市）と掛け、彼ら5人のことを「牛タン倶楽部」、重用された4人のことを「4人組」「ナンバー4」などと呼んでいた。
2024年3月12日頃、兵庫県庁の支庁である西播磨県民局（赤穂郡上郡町）の局長（当時）は、斎藤県政についての告発文書を作成し、兵庫県警本部刑事部捜査第二課、自民党兵庫県連の会長、国会議員、同県議会幹事長（県議会議員）、同県連幹事長（県会議員）、同県連政策調査会長（県会議員）、ひょうご県民連合の県会議員、兵庫県政記者クラブ所属のNHK記者、神戸新聞記者、産経新聞記者、朝日新聞記者の計10箇所へ匿名で送付したとされる。
3月15日、兵庫県警は上記文書を受領した。このことは、5か月余り後の8月20日に開かれた県議会警察常任委員会の場において、県警本部刑事部長の答弁で明らかとなった。なお、兵庫県警は「現状では、公益通報としての受理には至っていない」ことも明らかにした。しかし、県警が受領した文書については、読売新聞は「告発文書と同じ表題の匿名文書」、神戸新聞が「この文書と同一とみられる文書」とするなど、その同一性について微妙な表現がとられた。
3月20日、斎藤知事は告発文書の存在を民間人からの情報提供により把握した。のちに設置されることとなった文書問題調査特別委員会（百条委員会）において、知事は当該文書をデータで受け取った旨陳述している。
3月21日、知事が、片山副知事や県幹部に対して「徹底的に調べろ」と指示をし、県（人事課）による内部調査が開始された。その後、人事課は、西播磨県民局長が文書作成者の疑いが高いと特定した。
3月25日、片山らは西播磨県民局長の職場に事前連絡しないまま訪れ、局長が使用していたパソコン（以下、公用パソコン）を押収。また西播磨県民局長に聴取を行い、退職取り消しという人事処分の内示を出した。この押収された公用パソコンについて、百条委員会の場で片山は、告発文書とともにメール記録に『クーデター』『革命』『逃げ切る』という言葉が確認され、斎藤政権にダメージを与える、転覆させるような内容であったと述べた。県は内部調査によって、この公用パソコンからは、業務と関係のない私的文書や、人事課の管理職時代に私的に持ち出した特定の職員の顔写真データや、2022年5月に匿名で送付された部下職員の人格を否定する文書や、個人のプライベートな情報等が記録されていたとしている。
3月27日、県は不正行為が確認されたとして、懲戒処分を見越し、同月末に予定されていた元西播磨県民局長の定年退職を取りやめ、保留とすることを発表。また文書の作成や流布に関わった疑いがあるとして、自己都合で退職予定だった産業労働部次長の女性幹部の退職も調査のため取りやめた。また斎藤は記者会見において、「事実無根の内容が多々含まれおり、職員の信用失墜や名誉毀損など法的課題がある」、また事実無根の内容である事を「本人もそれを認めている」と主張し、「業務時間中なのに嘘八百含めて文書を作って流す行為は、公務員としては失格。被害届や告訴などを含めて法的手段を進めている」と発言した。
3月28日、前日の会見での知事よる発表について、朝日新聞デジタルは「知事や職員を中傷する文書流布か　退職間際の兵庫県幹部、処分を検討」との記事を掲載した。そのなかで、「県関係者によると、文書は今月18日ごろ、県警や一部報道機関に送られた。2021年の県知事選をめぐり、4人の県職員の名前を挙げ、斎藤氏の当選に向けて知人らに投票依頼などの事前運動をしたとし、その論功行賞で4人は『人事のルール無視でトントン拍子に昇任』などと書かれていた。『とにかく斎藤氏は井戸（※前知事）嫌い、年長者嫌い、文化学術系嫌いで有名』『出張先での飲食は原則ゴチのタカリ体質、お土産必須。出張大好きな理由はこれ。現場主義が聞いてあきれる』などの記述もあった。」と文書からの引用も記載していたが、これは前日の県の発表にはなかったものである。なお、朝日新聞は県民局長が送付した文書を保持していたはずであるが、引用句の一部に、のちに明らかとなった告発文書とは若干の相違がみられた。
3月30日、神戸新聞NEXTは「斎藤県政にくすぶる不満?　退職間際の県民局長が知事や側近を中傷する文書　異例の解任劇の裏で何が」との見出しで、記事を掲載。「県幹部の『造反』と異例の人事に、県庁の内外から『何が起きているのか』といぶかる声が上がる。　文書は３月中旬、一部の報道機関や議員、兵庫県警に送られた。斎藤知事や、知事に近い幹部職員数人の名前や言動を記し、違法行為などがあったと主張。これら幹部は『トントン拍子に昇任』などとつづられていた。」など、文書を保持していた神戸新聞は28日の朝日新聞デジタル同様、文書から一部引用した報道を行った。
3月31日、SNSのXに「齋藤元彦兵庫県知事の違法行為等について（令和6年3月12日現在）」と題する4ページの無修正の文書とともに、「どうぞ、ご覧下さい。 ＜斎藤元彦兵庫県知事の違法行為等について＞」(「大阪好きやねん」＠oosakahaoosaka)との投稿がされた。
4月1日、元西播磨県民局長は、斎藤の記者会見に対する反論文を報道機関に送付した。反論文には3月27日の知事会見について、「「ありもしないことを縷々並べた内容を作ったことを本人も認めている」という知事の発言がありました。また、それを受けての報道もありますが、私自身がそのことを認めた事実は一切ありません」と主張されていた。また同日、3月27日午前中に行われた人事異動の辞令交付の際に、片山副知事および総務部長に対して「内部告発文にある内容をきちんと精査してから対応してくれ」と要請した事実も語られていた。
この反論文には「本来なら保護権益が働く公益通報制度を活用すればよかったのですが、自浄作用が期待できない今の兵庫県では当局内部にある機関は信用出来ません。」ともあり、元県民局長は県の公益通報窓口に対して不信感を持っていたと指摘されている。
同日から県人事課は、県特別弁護士である藤原正広弁護士（兵庫県弁護士会）の事務所へ、法的見解を聞くため複数回訪れた。
4月2日、元県民局長の反論文を受けて、「兵庫県“ふさわしくない行為”で県民局長を解任 元局長は反論」、「兵庫県知事らを中傷した疑いで県民局長を解任された元局長が反論『事実関係を調査すべきだ』」、「斎藤知事や県幹部を誹謗中傷　文書の事実関係を調査へ　県民局長解任の職員や知事、事情聴取の対象に」などと各社が報じた。これらの記事のなかで、NHKは「『知事の違法行為等について』と題する文書を作成し、報道機関や県議会の関係者などに送っていました」、神戸新聞は「３月中旬に『斎藤知事の違法行為について』と題した文書を報道機関や議員などに送付」とし、「等」の有無はあるものの、それぞれ文書のタイトルを明らかにしていた。
同日、ニュースサイトHUNTERが「兵庫県を揺るがす『告発文書』を入手｜激怒した斎藤元彦知事の評判」との記事で、「齋藤元彦兵庫県知事の違法行為等について（令和6年3月12日現在）」と題する告発文書全文を、一部を黒塗りにして掲載した。3月31日SNS上に公開された同じ表題の文書と同一と認められる。
同日、丸尾県会議員がXに上記HUNTERの記事を引用して「第3者を入れるなどして、丁寧に告発文書の事実確認を。」と投稿した。
同日、丸尾県会議員、再度Xに「告発文書全文を入手していないので、もしお持ちの方がおられれば、私の方に送っていただけませんでしょうか？」と投稿。
同日、丸尾県会議員、再々度Xに「告発文書は入手出来ました。ご協力ありがとうございます。」と投稿。丸尾議員が入手したのは3月31日にXにポストされた文書である。
4月3日、丸尾県会議員が、4月2日神戸新聞NEXTの「斎藤知事や県幹部を誹謗中傷　文書の事実関係調査へ」記事を引用し、「知事の疑惑も文書に書かれており、第３者委員会を作り公益通報として、調査する必要があります。」とXにポスト。これが、元県民局長が作成した文書につき初めて「公益通報」と表現されたものと思われる。
4月4日、元西播磨県民局長は、実名で改めて、県庁内の公益通報窓口に内部告発文書を提出。
同日、神戸新聞NEXTは「兵庫県知事を中傷する文書、筆者の元幹部が公益通報。解任され、県の調査は『真相究明できない』」との記事を掲載。「県は、男性職員が作成した『斎藤知事の違法行為について』という文書内容の真偽を、懲戒処分の手続きの中で調査するとしたが、男性職員は『真相究明を期待することが到底できない』と批判し、公益通報をしたとして（中略）『公益通報も県の内部機関の一つで、完全な第三者たり得ないが、現時点では最善の対応策だと考えた』としている。」と前川茂之記者が伝えた。前川記者は元県民局長が文書を送付したとされるうちの一人である。
4月16日、読売新聞は、斎藤が前年8月に加西市の企業を視察中に、企業が贈答品を渡そうとした際、斎藤は断ったが、その後企業から贈答品を産業労働部長が贈答品などを受領し、3月下旬に企業側へ返却していたと報じた。産業労働部長は事実を認めた。
5月7日、県は内部調査の結果、記載された事案で核心的な部分が事実ではなく知事や職員に対する誹謗中傷であり不正行為であると判断、その他にも複数の不正行為が確認されたとして、元西播磨県民局長を停職3ヵ月の懲戒処分とした。
同月、県議会は、報道で告発文書の内容に一部事実関係が認められたことを受け、県の内部調査には疑念が残るとして、第三者委員会の設置による調査を全会派で県に要請。斎藤は第三者機関設置による再調査に否定的な従来方針を転換し、第三者委員会の設置による再調査を行うことを表明した。
一連の流れの中で、丸尾牧県議（無所属、緑の党グリーンズジャパン）は、4月下旬から6月3日上旬にかけ、独自でパワハラの有無を調べる県職員に対するアンケート調査を実施。斎藤は6月6日の定例記者会見で、アンケート回答の指摘内容ついて、一部事実関係を認め謝罪した。
以降、百条委員会設置の動きが強まり、副知事である片山は、自民党県議団に対し自身の辞職と引き換えに百条委員会設置を見送るよう働きかけたが拒否され、県議会は6月中旬に、百条委員会の設置議案を賛成多数で可決し、百条委員会が設置され、調査が開始された。
7月7日夜、19日の第3回百条委員会で証言予定であった元西播磨県民局長が死亡しているのが発見された。自殺とみられる。このことが報じられて以降、県庁に1600件以上の抗議電話が殺到し、多くの業務に支障が発生した。
7月10日、兵庫県職員労働組合は「問題の発生以来、現場の業務遂行には大きな支障が生じており、県政が停滞し、もはや県民の信頼回復が望めない状況になっている」として、斎藤に辞職を求める申し入れを行った。同日、斎藤は記者会見で「生まれ変わって信頼関係再構築したい」と述べ、辞職を否定した。
また斎藤と共に告発文書で名前を挙げられた副知事の片山が7月31日付で辞職し、斎藤に近い幹部職員らが相次いで病休や自主降格を申し出るなど、県政運営に支障をきたす事態が生じた。
9月9日に維新が斎藤に辞職と出直し選挙を求める申し入れを行い、9月19日には県議会の全会派と無所属の全議員が斎藤への不信任決議案を共同提出し、全会一致で可決した。
これを受け斎藤は、不信任決議可決から10日経過後の同月30日付で兵庫県知事を失職し、出直し選挙に立候補することを正式表明し、2024年兵庫県知事選挙に出馬した。
NHKから国民を守る党党首の立花孝志は、一連の県議や県議会やメディアの動きに疑問を覚え、『メディアぐるみでの斎藤イジメ』を主張し、2024年兵庫県知事選挙への立候補を表明。立花は「知事が辞めなければいけないほどの違法行為は見つかっていない。なのに県議会が全会一致で知事を辞めさせた」「自分の当選は考えていない」と述べ、斎藤を選挙運動により合法的に支援することが出馬理由であると説明。

## 2つの文書について
文書は2つ存在し、一つは2024年3月12日頃に元西播磨県民局長が、国会議員、県会議員、報道各社の計10箇所に匿名で送付した文書、もう一つは同年4月4日に元西播磨県民局長が、兵庫県庁内の公益通報窓口に実名で改めて提出した内部告発文書である。
また、前者の送付された匿名文書そのものはいずれの送付先からも開示されておらず、2024年12月15日現在、前者の文書とされている告発文書は7月7日に元西播磨県民局長から提出、同月19日第3回文書問題調査特別委員会資料として配布された文書であるため、厳密にいえば当初送付された匿名文書と同一であるとの確認は公的にはなされていない。一方で、送付先とされる10箇所の内、兵庫県警は受領の事実を正式に認めている。

### 3月12日頃に匿名で送付された文書

#### 県（斎藤）の内部調査と見解
2024年3月12日頃に送付された匿名の文書と同様と思われる文書は、県（斎藤知事）は3月20日に、（元県民局長本人ではない）民間の一般人からの情報提供により入手しており、４月１日にはじめて藤原正広弁護士（県特別弁護士、兵庫県弁護士会）に相談を行った。藤原弁護士は実際の文書を見たのが「４月の中旬だったと思います。最初の相談の段階では、文書は頂けてなかったというふうに記憶しております」と百条委員会で証言している。藤原弁護士は、県の公益通報窓口への通報は４月で「３月の行為は影響はないという点、それから３月の行為は 公益通報者保護法でいう不利益取扱いが禁止される通報には当たらないということでの処分は可能だという」結論を示し、これを受けて県側は、この文書を内部通報（公益通報者保護法第3条第1号の『事業者内部または事業者が定めた内部通報窓口への内部通報』、1号通報）にはあたらないと判断している。
県は、同年3月下旬から5月初旬にかけて、この文書に関して調査を行い、藤原弁護士に確認のうえ、県は内部調査結果を同年5月7日に公表し、「記載された事案で核心的な部分が事実ではなく知事や職員に対する誹謗中傷であり不正行為である」と判断したと発表した。

#### 兵庫県警の見解
兵庫県警は、2024年8月20日の県議会警察常任委員会において、県議からの質問に対し、3月15日付で匿名の文書を受領しているとした上で、「記載内容や匿名の文書であることなどを総合的に考慮した結果、現状においては、公益通報（公益通報者保護法第3条第2号の『権限を有する行政機関等への通報』、2号通報）としての受理には至っていない」と答え、各紙から報道された。県警が受領した文書については、読売新聞「告発文書と同じ表題の匿名文書」、神戸新聞「この文書と同一とみられる文書」等と、明確に同一の文書だとは確認されていない。

#### 第三者委員会・百条委員会による調査
県議会は、2024年5月下旬に全会派による第三者委員会の設置を県に要請し、同年9月中旬から弁護士6人で構成される第三者委員会にが設置され、報告書を2025年3月をめどに取りまとめる方向で、現在調査が行われている。
また県議会は、2024年6月中旬に文書問題調査特別委員会（百条委員会）設置案を賛成多数で可決し、百条委員会が設置された。現在、百条委員会による調査が行われている。

### 3月27日の公益通報
4月1日に出された元県民局長の反論文や百条委員会での片山副知事の証言によると、3月27日の午前9時30分からの辞令交付の際、片山副知事と総務部長に直接「内部告発文にある内容をきちんと精査してから対応してくれ」という要請があったとされる。しかし、この要請は無視される結果となった。消費者庁のガイドラインによれば公益通報の受け付けは口頭でも良く、片山副知事は当時、県公益通報窓口の構成員でもあり、この要請を公益通報として受け付けなければならない立場であったと言う指摘が、百条委員会でも専門家の見解を踏まえて確認なされている。

### 4月4日に実名で改めて提出された告発文書
4月4日の告発文書の内容（全文）は公開されていないが、同日に元西播磨県民局長が、報道各社に配布した資料の中で、「本日、①（片山安孝元副知事が、ひょうご震災記念21世紀研究機構の人事を報告した翌日に、同機構の理事長である五百旗頭真氏が病死した旨の内容）を除き、その事実の解明と是正措置の検討を公益通報しました」と、3月12日の文書の内容と一部異なることが説明されている。

#### 公益通報委員会による調査
4月4日の告発文書については、兵庫県職員公益通報制度を所管する、県財務部県政改革課が事実関係を調査を行うこととなった。日本経済新聞の7月20日付記事によると、県財務部が調査結果としてハラスメント研修の充実や贈答品受領基準の明確化などの是正措置を講じるよう県側に求める方向であることが明らかとなった。また同記事内には、パワハラ疑惑については一部で強く叱責されたと認識する職員もいたが、認定には至らなかったとの記述もある。調査結果の公表内容については県財務部から百条委員会の奥谷委員長と岸口委員長に説明はあったものの、ある議員からの強い意見により県からの発表は突如延期されたのと増山県議によるXの投稿がなされたが、財務部は百条委員会においてそのような事実は認めていない。正式な発表は１２月１２日に発表され、NHKニュースによると、パワハラについては県は、「パワハラと認められる事案があったとの確証までは得られなかった」としつつも、「パワハラがなかったと断定するものではない」としている。。

## 告発文書の内容
3月27日の定例記者会見が行われた時点では、告発文書の内容は公にされていなかったが、地方政治や警察不祥事を重点的に扱うことで知られる「ニュースサイトHUNTER」の4月2日付記事で全文（一部個人・企業名は黒塗り）が公開された。後に文書問題調査特別委員会（百条委員会）が設置され、第3回目（7月19日）の百条委員会の資料で全文（個人・役職・企業名は黒塗り）公開された。この2つの文書には、「④贈答品の山」の「(例2)」部分にわずかな文字送りの異同があるものの、他は同一である。
以下は、第3回目の百条委員会（7月19日）の資料からの引用である。文中の役職はいずれも告発文書が送付されたとされる2024年3月12日時点のものとなる。

### ①五百旗頭真先生ご逝去に至る経緯
この指摘項目に関しては、県と元西播磨県民局長の双方が臆測であると認めた。

#### 県側の見解
斎藤は6月21日の定例会見で「片山副知事の報告を随時受けながら、適切に人事の対応をしてきたものと考えている」「五百旗頭先生の命を縮めたことは明白とあるのは、科学的根拠もないままある種の誹謗中傷にもなる」とした。また、片山が解任を通告したのは告発文書に在る逝去の「前日」ではなく「6日前」とされる。

#### その後の経過
7月12日付で遺族から百条委員会に提出された陳述書の中で、元西播磨県民局長は、『その後の確認で、日にちについては聞き間違いと記載に誤りがあり、「齋藤知事、その命を受けた片山副知事が何の配慮もなく行った五百旗頭先生への仕打ちが日本学術界の至宝である先生の命を縮めたことは明白です。」の部分は憶測です』と供述し、この項目に関しては臆測だと認めた。
7月27日、知事の斎藤は、神戸大学で行われた「五百籏頭眞さんをしのぶ会」に参列した。参列後の記者団の取材対し、斎藤は「しのぶ会なので、文書に関するコメントは差し控える」、「兵庫県へのお力添えと、私自身への指導に感謝している」「阪神・淡路大震災から来年で30年となるのを前に亡くなられたのは大変残念」と答えた。

### ②知事選挙に際しての違法行為

#### 県側の見解
斎藤は「指摘されている数名の職員は私が宮城県庁勤務、そして大阪府庁勤務していた頃からの知人」としたが「私から投票依頼などをしたことはない」と否定。

#### 元県民局長の陳述書における記述
「具体には、姫路地域で●●●●●●●●●●●●(当時)が地元の有力者へ齋藤氏を紹介して回っているという話を聞いた。いつ誰からかは忘れました。」等。

### ③選挙投票依頼行脚

#### 県側の見解
2024年度予算案の説明で訪問したことは事実としながらも「選挙に関する投票依頼は一切していない」と否定。

#### 元県民局長の陳述書における記述
「県庁内やOB職員の中で話題になっていました。いつ誰から聞いたかということははっきり記憶にありません。」「私が聞いた相手方をはっきりとは覚えていなくてお答えできません。」等。

### ④贈答品の疑惑

#### 県側の見解
斎藤は6月の定例記者会見で「私から贈答品を要求した事実はない」と否定。その後、元西播磨県民局長が生前に百条委員会へ提出した録音データにより上郡町を視察した際に同町産のワインについて「折を見てお願いします」と要求していた音声が公開されたが「県産品のPR目的」としつつ、ワインは自宅で飲んだがSNSを通じたPRなどは特に行っていないとした。

#### その後の経過
元西播磨県民局長の遺族から百条委員会に提出された陳述書によると、おねだりが特別交付税の算定の見返りである根拠について、"「可能性がある」というだけで根拠はない"と告発の一部を修正している。また、トースターの件は、「聞いた相手は忘れました。」とし、アイアンについては自身が知事の立ち話を直接聞いたとした。 
4月16日、読売新聞が、斎藤が前年8月に加西市の企業を視察した後、産業労働部長が計約6万円相当のコーヒーメーカーとトースターを受領し、3月下旬に企業側へ返却していた事実を報じた。 企業は、斎藤が訪問した際にコーヒーメーカーなどを贈ろうとしたが、高価なもの貰えないと断られた。翌日に産業労働部長から自分宛てに送ってほしいと依頼があり送ったという。産業労働部長はこれを認め、企業への依頼の際に『知事が商品を送るよう指示した』などと記述したが、「知事が受け取るかもしれないと思い、自分の判断で依頼した。受け取りは秘書課を通じて再度断られた」「直ちに返すべきだったが、失念していた」と説明した。受領したコーヒーメーカーなどは、秘書課を通じてを再度斎藤に拒否され、返却するまで開封せず部長室前の倉庫で保管したという。
しかし、実際のところは産業労働部の次長の自室に置き使用していたとの話もある。
さらに、某次長は、事の発端となった、亡くなった西播磨県民局長が3月12日に外部に送付した文書についての情報提供者である疑いが強いとされているが、未だに百条委員会には呼ばれていない。
しかし、他に多くの県職員が百条委員会の証人として呼ばれている中で、問題の文書の作成に直接関与が疑われている職員が呼ばれていないことには、多くの疑問の声が上がっている。
さらに、西播磨元県民局長の公用PCにあったとされる「不適切なファイル」の内容から、某次長が元県民局長と親密な関係にあったことも噂されており、百条委員会に呼ぶことで、「不適切なファイル」を公開に繋がってしまうことが問題という声もある。
しかし、百条委員会の目的は、当該文書の内容の真偽の調査であり、かつ、多数の県職員が証人として尋問を受けている事実からして、某次長が証人として百条委員会に呼ばれないことは非常に不可解であるとされ、多くの県民の不信感を招いている。
また、スキー場の視察の際に、スキーウェアのおねだりがあったとする疑惑については、当該スキー場を管理する、やぶ市観光協会がホームページでこれを否定している。

### ⑤政治資金パーティ関係

#### 県側の見解
2024年5月7日、県は内部調査結果を公表し「核心的な部分において事実無根（真実相当性がなく）であり誹謗中傷である」と結論付けた。

#### その後の経過
2024年5月20日、県の内部調査に協力した藤原正廣弁護士が兵庫県信用保証協会の顧問弁護士であることが読売新聞により報じられ、中立性に疑義が呈された。取材に対し、藤原正廣弁護士は「兵庫県信用保証協会の顧問弁護士であることを当初、県側は認識していなかったと思うが、途中で伝えた」「顧問弁護士の立場が調査に結びつくことはなく、客観的に調査はできている。問題があると思っていない」と答えた。
2024年5月20日、県職員局は藤原正廣弁護士の適格性（中立性）について、日本弁護士連合会の弁護士倫理委員会委員の高橋司弁護士の「法的な問題はない」「弁護士の受任は利益相反があれば制限されるが、利害関係だけでは制限されない」という見解を公表した。

#### 元県民局長の陳述書における記述
「いつ誰からということは忘れましたが、OB職員の方から聞きました。」等。

### ⑥優勝パレードの陰で

#### 県側の見解
補助金の増額を行ったことは「前年までの補助からの大幅な減額を避け、事業をソフトランディングさせるため」として、パレード補助金へのキックバックの意図を否定している。

#### その後の経過
5月27日、元県民生活部総務課課長（元パレード担当課長）が４月20日に死亡していたことを、FRYDAYが報じた。
7月23日、県は、県職員向けのサイトに元県民生活部総務課課長（元パレード担当課長）の訃報を掲載した。県は翌日の記者会見で「遺族の意向で公表していなかった」と説明した。元総務課長は1月から休職し、4月付で県の外郭団体に出向していたという。
8月6日、サンテレビが告発文書に記載された「補助金の増額を片山の指示で実施したことを裏付ける県公文書」の存在を報じた。元県民生活部総務課課長（元パレード担当課長）について、複数の関係者が、「警備やコスト削減、大阪府などとの調整に苦労していたが、補助金の増額には関与していなかった」と、証言している。
11月8日、10月24日に秘密会として行われた百条委員会に出席し証言を行った、但陽信用金庫の桑田純一郎理事長の、実名独占インタビューを週刊現代が報じた。インタビューの中で桑田理事長は、「キックバックの幹事役を引き受けたかのように書かれたことは、事実無根で、名誉毀損も甚だしい」、「片山元副知事からキックバックの計画を持ちかけられたことも、具体的な金額の提示を受けたこともない」、「金額について触れたのは私が先で、片山元副知事からではない」、「協賛金は、地域貢献を行う信金の役割として拠出し、何らかの見返りを求めたものではない」、「一連の報道は、協賛金と補助金という別の話を無理やり関連付けて、齋藤派を陥れようとする思惑が働いているように見える」と疑惑を否定した。同時に、自身が秘密会で証言した当日に、「片山元副知事の方から金額が提示された」かのような、一部報道が行われた件について、秘密会に出席した県議からのリークの可能性を示し、「私はこの時も含めて何度も明確に否定していますし、秘密会で行われたやりとりを普通に聞けば、そうでないことがわかるはずです」と話し否定した。
2025年6月13日、この件で背任容疑で告発されていた斎藤知事と片山副知事について、兵庫県警は捜査書類を神戸地検に送付した。

#### 元県民局長の陳述書における記述
「時期、相手方ともはっきりとは覚えていません。」等。

### ⑦パワーハラスメント

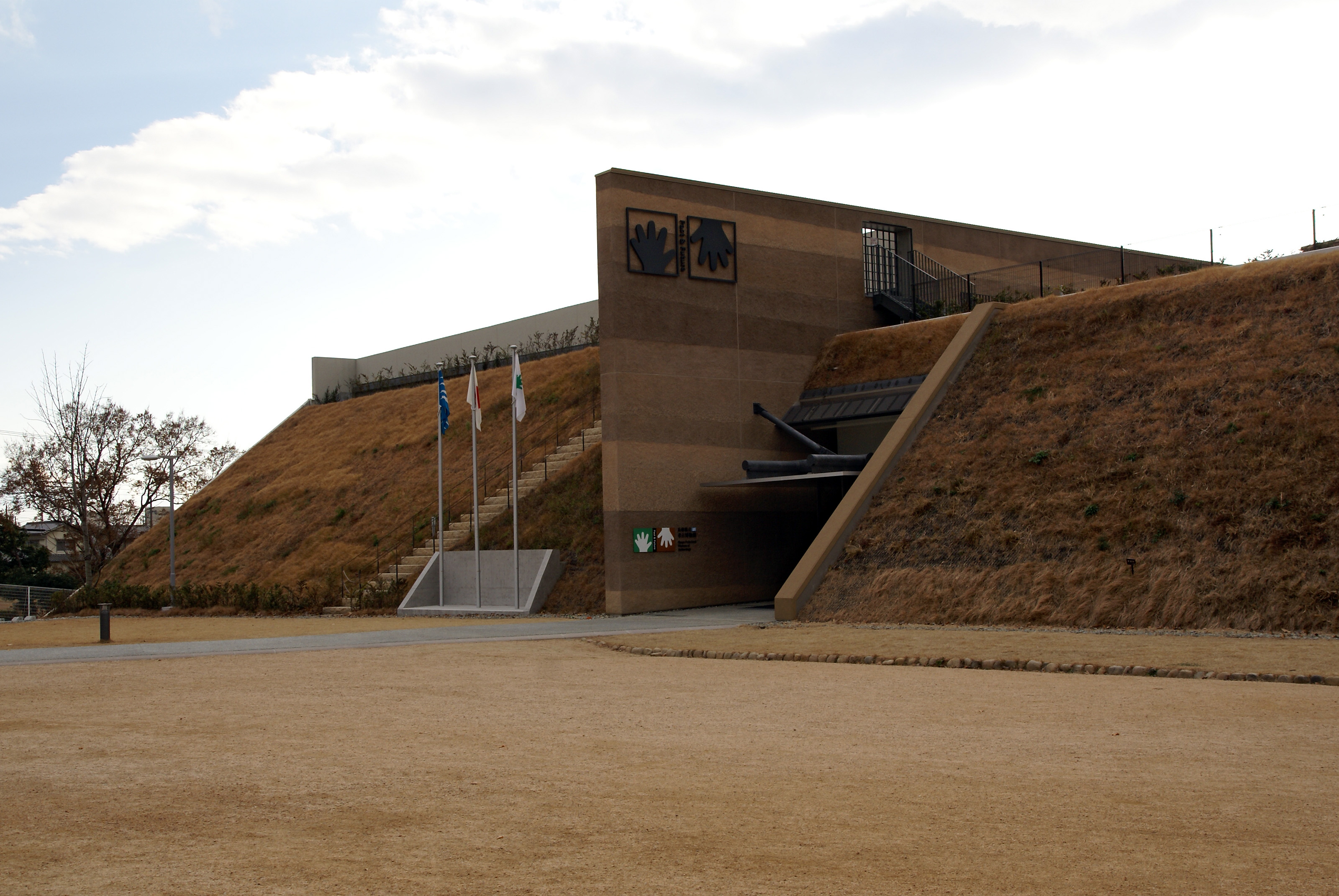
斎藤が入場口まで20mを歩かされて職員を叱責したとされる県立考古博物館（加古郡播磨町）

#### 県側の見解
斎藤は6月5日の定例会見で「時間が限られてる中で、移動する中で、私からすると適切ではない段取りがあったので注意をさせていただいたということはあります。それなりに厳しい口調で注意をさせていただいたということはあります」と、叱責の事実については認めている。

#### その後の経過
丸尾議員のアンケートにより、告発文書で挙げられた出来事は兵庫県立考古博物館（加古郡播磨町）で実際に起きていたことが複数の職員から証言されている。このアンケートでは、他に「エレベーターに乗り込む際に自動ドアが閉まりそうになったことに激怒し職員を叱責」「浴衣祭りの着替え場所が気に入らず苦言」「同じ浴衣祭りで自分だけプロの着付けを求める」等の行動についても情報が寄せられているという。

## 告発文書の提出と県側の調査

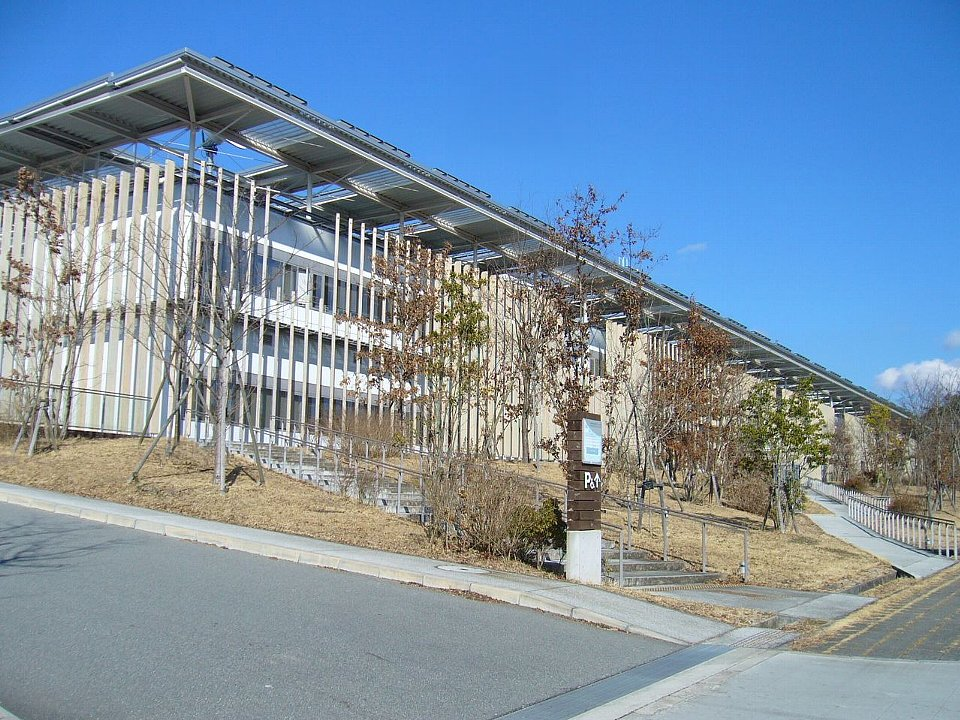
告発文書が作成された兵庫県西播磨総合庁舎（赤穂郡上郡町）

### 告発文書作成とその背景
元西播磨県民局長は、京都大学法学部を卒業し、1987年に兵庫県庁へ入庁、人事課長や教育次長、管理局長を経て、旧井戸県政末期の2021年4月に西播磨県民局長へ就任。旧井戸県政においては、井戸敏三前知事の出身地を管轄するため、県民局長の中でも西播磨県民局長のポストは非常に重要であり格が上だとされていた。
元県民局長は、2024年3月31日付で兵庫県庁を依願退職し、同年4月から姫路女学院中学校・高等学校の学園長に就任する予定となっていた。同校には、2021年兵庫県知事選挙で斎藤元彦知事の対立候補であった元兵庫県副知事の金沢和夫が、2021年11月から特別顧問に就任していた。
西播磨県民局のサイトでは、毎月「局長メッセージ」と題するコラムを連載していたが、2023年後半から県庁の体制批判と取れる内容が綴られるようになっており、告発文書を作成する前月の2024年2月には「これからの兵庫県は、志ある次世代の若者達に選ばれ続けることが出来るでしょうか。職員達が働いていたいと思う組織であり続けられるでしょうか」「組織の劣化はひとえに権力者の取り巻きの劣化が原因である。自分より優秀な者をさん言により権力者から遠ざけ、真実に蓋をし、判断を誤らせる。その組織はどんどんと腐敗し落ちぶれていく」と、強く組織批判するものとなっていた。
元西播磨県民局長は、知事の斎藤や副知事の片山、その他の幹部職員らを告発する7項目にわたる内部告発文書を作成し、2024年3月12日に兵庫県警、国会議員、県会議員、報道各社の計10箇所に匿名で送付した。

#### 2024年3月12日の匿名の告発文書の送付先一覧[105]
- 兵庫県警捜査2課
- 産経新聞
- 神戸新聞
- 日本放送協会（NHK）
- 朝日新聞
- 竹内英明（ひょうご県民連合、県議、姫路市）[106]
- 山口晋平（自民党、県議、たつの市及び揖保郡）[107]
- 黒川治（自民党、県議、尼崎市）[108]
- 原哲明（自民党、県議、淡路市）[109]
- 末松信介（自民党、参議院議員、元兵庫県議、元県議会副議長）[110]

### 県の内部調査と元西播磨県民局長の懲戒処分

#### 県の内部調査、公用パソコンの回収と事情聴取
2024年3月20日、知事の斎藤元彦は、民間の一般人からの情報提供により、3月12日の匿名の告発文書が出回り始めていることを把握し、文書を入手した。
3月21日、斎藤は知事室に、副知事の片山安孝（当時の県の最高人事責任者）と、総務部長（県の内部調査責任者）と、県民生活部長と、産業労働部長を集め、告発文書を見せ事実関係を確認した上で、誰がどういう目的で出したのか、徹底的に調べるよう指示を行った。調査指示を受けた片山は、総務部長や、産業労働部長や、調査を実行する人事課担当者と協議。その協議で、告発文書に多くの項目が存在するため、複数人でやってるのではないかという疑いが浮かび、公用メールの調査を行うことを決定し、県（総務部職員局人事課、人事局とも呼ばれる）による内部調査が始まった。
3月23日、メール調査を行った人事課が「文書の骨子となるもの」を発見し、元西播磨県民局長が、3月12日の匿名の告発文書の作成者である疑いが強いと、総務部長（県の内部調査責任者）へ報告。同日、斎藤と、片山と、理事と、前総務部長と、県産業労働部長は、この件について協議し、3月25日に3班による3ヵ所同時調査（公用パソコンの回収と事情聴取）を行うことを決定した。
3月25日、片山と人事課長は、西播磨県民局をアポなしで訪れ、元西播磨県民局長の公用パソコンを回収し、元県民局長に対し事情聴取を行った。当時、押収された元県民局長の公用パソコンから、告発文書とともに、メール記録からは『クーデター』『革命』『逃げ切る』という言葉が確認された。県は内部調査によって、この公用パソコンからは、業務と関係のない私的文書や、人事課の管理職時代に私的に持ち出した特定の職員の顔写真データや、2022年5月に匿名で送付された部下職員の人格を否定する文書や、個人のプライベートな情報等が記録されていたとしている。

#### 元西播磨県民局長の定年退職取りやめ発表
3月27日、県は、3月31日付で退職予定の元西播磨県民局長を、27日付で総務部に異動させ退職を保留し、4月1日付で役職定年とする異例の人事を発表した。
県（斎藤）は、同日の記者会見で、この元西播磨県民局長の異例の人事に関する、記者からの質問に対し、現在は人事当局を中心に内部調査中と説明したうえで、「この文書の内容には、事実無根の内容が多々含まれており、職員等の信用失墜、名誉毀損など、法的な課題があると考える。現在、被害届や告訴なども含めて、法的手続きの検討を進めている」、「不満があるからといって、業務時間中に、嘘八百含めて、文書を作って流す行為は公務員としては失格」と発言し説明した。この斎藤の「事実無根」「嘘八百」という強い言葉を使った件については、のちに県議やマスコミから批難された。

#### 元西播磨県民局長の公益通報（4月4日）
4月1日、元西播磨県民局長は、斎藤の記者会見に対する反論文を報道機関に送付。県民局長は、反論文の中で、「先日の知事記者会見の場で欠席裁判のような形で私の行為をほとんど何の根拠もなく事実無根と公言し、また私の言動を事実とは異なる内容で公にされました」、「ありもしないことを縷々並べた内容を作ったことを本人も認めているという知事の発言がありました」、「私自身がそのことを認めた事実は一切ありません」、「私への事情聴取も内部告発の内容の調査も十分なされていない時点で、知事の記者会見で告発文書を『誹謗中傷』、『事実無根』と一方的に決めつけ、『嘘八百含めて』は意味不明ですが、『すべて事実無根』と聞き取れます。本当でしょうか」、「本来なら保護権益が働く公益通報制度を活用すればよかったのですが、自浄作用が期待できない今の兵庫県では当局内部にある機関は信用出来ません」と主張し、この反論文は後に報じられた。
同日以降、県人事課が、県特別弁護士である藤原正広弁護士（兵庫県弁護士会）の事務所へ、3月12日の匿名の告発文書の件と、元西播磨県民局長の処分について、法的見解を聞くため、複数回訪れた。
4月2日、ニュースサイトHUNTERが同日付の記事で、それまで公には公開されていなかった、3月12日の匿名の告発文書の全文を公開した。
4月4日、元西播磨県民局長は「調査方法があまりに非常識・不適切で、真相究明を期待することは到底できない」として、県庁内の公益通報窓口へ改めて実名で告発文書を提出した。

#### 県の内部調査結果と元西播磨県民局長の懲戒処分の発表
4月16日、斎藤が前年8月に加西市の企業を視察した後、産業労働部長が計約6万円相当のコーヒーメーカーとトースターを受領し、3月下旬に企業側へ返却していた事実を、読売新聞が報じた。
5月7日、県は内部調査の結果とともに、元西播磨県民局長を停職3カ月の懲戒処分と、産業労働部長の訓告処分を発表した。県の内部調査では、人事当局が3月12日の告発文書で名前が挙げられた斎藤を含む職員や関係者全員に対してヒアリングを実施がされ、その結果、3月12日の告発文書が、全ての事案で核心的な部分が事実ではなく、知事や職員に対する誹謗中傷であり、元西播磨県民局長の不正行為であると判断した。また元西播磨県民局長が、公用パソコンで2011年から計200時間ほど掛けて業務と関係のない私的文書を多数作成していたこと、当時西播磨県民局長であった2022年5月に、部下の職員に対して匿名で人格を否定する文書を送付するハラスメント行為を行ったこと、人事課の管理職時代に私的に特定の職員の顔写真データを持ち出していたことも、懲戒処分の理由だと説明した。県の発表に同席した、藤原正広弁護士（県特別弁護士）は、第三者委員会を設置しなかった理由について、「調査が行われる前からいきなり第三者委員会の設置とはならない。今回人事課が行った調査で、事実の解明ができないと考えられる事情は認められない」と説明した。
5月8日、斎藤は記者会見で、県は内部調査の結果と処分について、記者の質問に答えた。
元西播磨県民局長から公益通報窓口へ告発文書の提出がなされている現段階で処分した理由については、「通報以前に行われた本人の非違行為に対して懲戒処分を行うことを、人事当局と協議しながら判断した。藤原正広弁護士（県特別弁護士）からも問題がないと見解を聞いているので、それに沿って判断した」と答えた。
元西播磨県民局長は停職３カ月の懲戒処分、産業労働部長は訓告処分となった件について、処分の軽重の見解については、「処分の量定については、それぞれの非違行為について県の懲戒処分指針や過去の処分事例を踏まえて決定しているので、適切だったと思う」と答えた。
7月20日、県財務部（県政改革課）は、元西播磨県民局長が4月4日に行った公益通報を受け、ハラスメント研修の充実や贈答品受領基準の明確化などの、是正措置を講じるよう県側に求める方針であることが報じられた。公益通報の調査は、兵庫県職員公益通報制度を所管する、県財務部（県政改革課）が、弁護士で構成される公益通報委員会からの意見を受けた上で判断が行われる。委員である副知事の片山は、当事者であるため、本件では外れていた。パワハラ疑惑については、一部で強く叱責されたという職員もいたが、認定には至らなかった。ただし、知事のコミュニケーション不足などを重く見て対応が必要と判断した。副知事の片山が、政治資金パーティー券の販売に関わったとされる件については、違法性を否定した。今後は慎重に対応すべきだとする方針だという。

#### 県人事課の内部調査の問題点

##### 神戸新聞に対する告発者探し
4月17日、県人事課の職員が、神戸新聞社を訪れ、記者に対し告発文書の入手の有無を質問。記者は取材源の秘匿の原則を理由に回答を拒否した。日本新聞労働組合連合は、同月26日付で「情報源の秘匿に踏み込む不当な『聴取』だ」「記者から経緯を聴取し、情報源の開示を迫る人事課の高圧的な対応は、報道の自由や市民の知る権利を侵害するものだ」とする抗議声明を発表した。
4月26日、斎藤は、定例記者会見で、「人事課が、行う調査方法は、私自身も把握をしていない」、「懲戒処分の可能性があり、事実確認などを行うことは、処分や調査の信頼性を確保するためにも大事」、「一方で、事実確認をする際には、報道の自由を侵害しない範囲で適切に対応していくことは必要」、「（当事者であるため）私が直接指示をすることはできない」と述べた。

##### 内部調査に協力した弁護士の適格性
5月20日、県人事課の内部調査に協力した、藤原正広弁護士（県特別弁護士）が、告発文書内で政治資金関係の疑惑を指摘された、県信用保証協会の顧問弁護士であることが、報道により明らかとなった。
5月29日、県人事課は、日本弁護士連合会弁護士倫理委員会の高橋司弁護士に、藤原弁護士の適格性と中立性について見解を求め、「（藤原弁護士が）調査に関与したことには、弁護士法等の問題はない」、「外部調査委員の場合などの例外を除き、中立性は求められていない」とする、同弁護士の見解を公表した。

##### 県職員の私物スマートフォンの調査
8月7日、県人事課が、県の内部調査で、県職員の私物のスマートフォンを調査していたことが判明した。
同日、斎藤は、記者会見で、「しっかりと調査するよう指示したが、具体的な調査内容までは指示はしていない」、「一般的に任意での開示依頼に対して、相手方が協力的に調査に応じた場合は、調査手法として法的に問題がないと考えている。藤原正広弁護士（県特別弁護士）にも確認をしている」と説明した。

##### 告発者の私的情報漏洩疑惑
2024年7月中旬、週刊文春は告発内容の調査を主導した前副知事の片山安孝や前総務部長ら4人が告発者である元西播磨県民局長の公用パソコンに保管されていた私的な情報を漏洩した疑いがあると報じた。8月29日に斎藤は4人に事実関係を確認したところ、いずれも関与を否定していたとした上で、人事当局が調査の必要があると判断し、弁護士に相談していると説明した。
10月25日に行われた百条委の証人尋問では前総務部長が元局長の私的な個人情報を印刷し、所持していたことを認めた一方、漏洩については「守秘義務違反の嫌疑を受ける可能性が生じる」などとして証言を拒否した。
11月29日には「NHKから国民を守る党」の立花孝志党首が元局長の公用パソコンに保存されていたデータだとして、ファイル一覧などの画像をYoutubeなどに公開。12月2日に斎藤は「本物かどうかは承知していない」とした上で、弁護士を含む第三者機関による調査を検討する考えを示した。
12月16日に行われた非公開の百条委の聞き取り調査では、複数の県議が4月に前総務部長から元局長の私的情報とされるものを見せられたり、口頭で聞いたりしたと証言した。
2025年5月27日、県の第三者委員会は元総務部長が県議3人に元県民局長の私的情報を漏洩したと認定する調査報告書を公表した。「知事、片山元副知事の指示により情報漏洩を行った可能性が高いと判断せざるを得ない」と結論付けた。県は第三者委員会の認定を受け元総務部長を停職3カ月の懲戒処分とした。同日、斎藤は報道陣の取材に応じ「漏洩の指示はしていないという認識に変わりない」としつつ、漏洩したことについては「改めておわびしたい」と謝罪。自らの処分については「組織の長として責任を感じている。自らの処分をこれから具体的に考えるが、給与のカットを含めて検討したい」と述べた。
6月3日に自民・維新・公明・ひょうご県民連合の4会派は元総務部長を地方公務員法（守秘義務）違反容疑で刑事告発するよう県に文書で申し入れを行ったが、斎藤は4日、記者団の取材に「刑事告発はしないという判断に変わりはない」と述べた。
斎藤は漏洩の指示を否定する一方で、県が「知事が漏洩を指示した可能性が高い」ことを理由に軽減した元総務部長の懲戒処分を決裁しているため、斎藤の主張に重大な矛盾が生じている。

## 第三者委員会の設置と調査
4月24日、丸尾牧県議（無所属、緑の党グリーンズジャパン）は、知事の斎藤元彦に、告発文書の内容を有識者が調査する第三者委員会の設置や、パワハラの有無を調べるための職員アンケートの実施などを求める申入書を提出した。丸尾県議は、斎藤が申し入れに応じない場合、県議会で特別委員会を設置するべく、他会派に協力を呼びかける考えを示していた。
当時の斎藤は、県（人事課）が内部調査を進めている最中であるため、第三者委員会には否定的だった。
4月26日、斎藤は記者会見で、丸尾県議の申し入れについて「人事課が弁護士と相談しながら詳細な調査をしている」として否定的な考えを表明した。同日より、丸尾県議は、後述の独自アンケート調査を開始した。
5月9日、立憲民主党の県議らで構成される「ひょうご県民連合」は、県に対し、県（人事課）による内部調査は、客観的ではないとして、第三者委員会の設置を申し入れた。
5月14日、斎藤は記者会見で、第三者委員会の設置を検討していると述べ、第三者委員会による再調査に否定的な従来方針を転換した。
5月15日、県議会の最大会派である自民党（自民党県議団）は総会を開き、第三者委員会の設置や、百条委員会の設置について協議した。百条委員会の設置については意見が割れ、結論は出なかった。
5月16日、県議会各会派の代表者会議で一部会派を除き、自民党と公明党が第三者委員会の設置を県に要請する方向で合意した。同日、会派の代表者会議に参加していない共産党も、県に対し、第三者委員会の設置を申し入れを行った。
5月21日、県議会（内藤兵衛議長）は、県に対し、全会派合意による第三者委員会の設置を要請した。同日、県は、第三者委員会の設置を正式表明し、設置準備業務から知事部局が離れることが望ましいとし、設置準備を県代表監査委員に委任する方針を示した。
9月18日、弁護士で構成される第三者委員会が設置され、初会合が開かれた。県弁護士会の弁護士6人を委員とし、2025年3月をめどに報告書を取りまとめる予定と発表された。

## 丸尾牧県議の独自アンケート

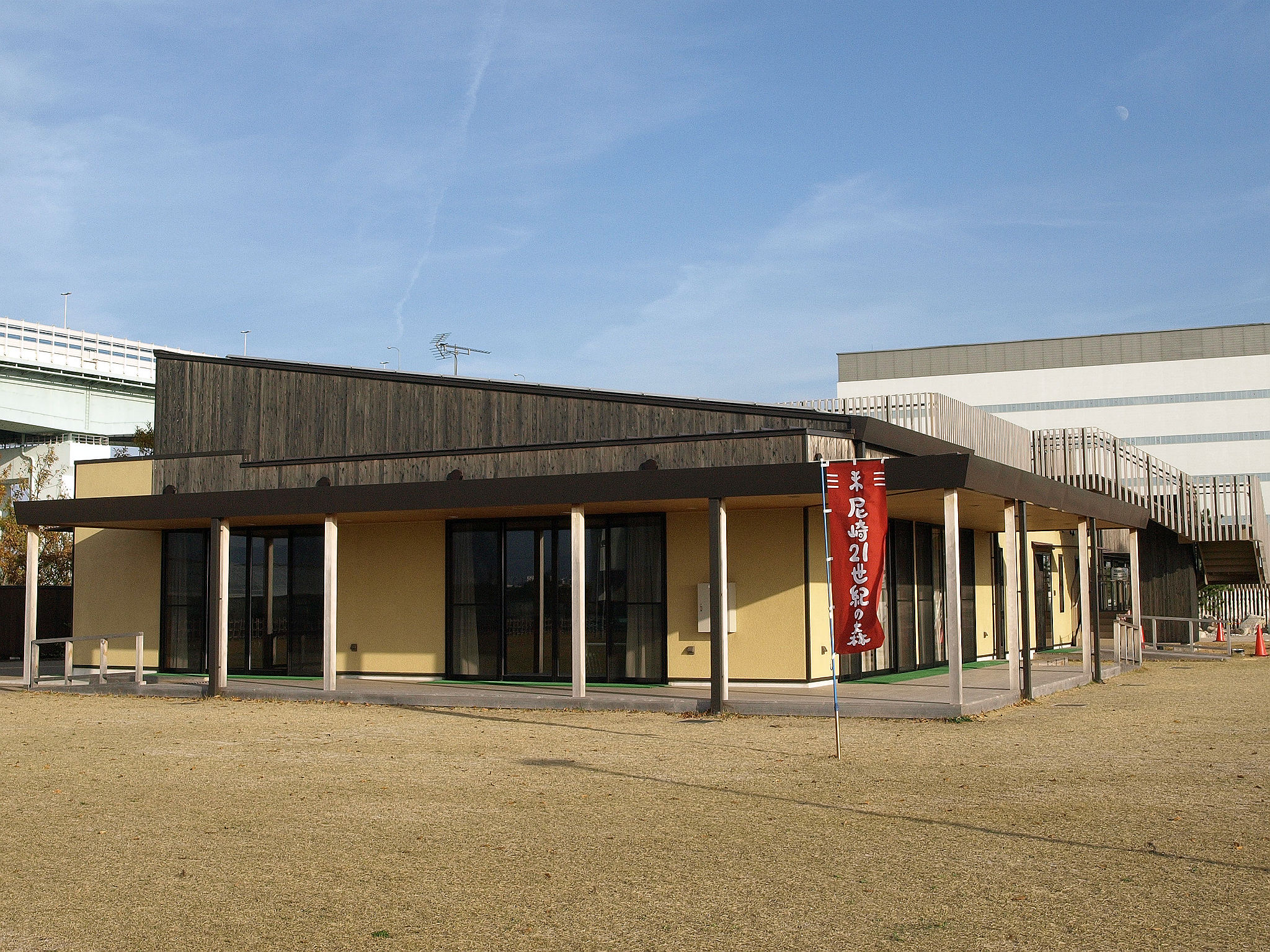
授乳室兼救護室を閉鎖して斎藤の控室に割り当てたとされる尼崎の森中央緑地パークセンター

丸尾牧県議（無所属、緑の党グリーンズジャパン）は、告発文書問題を受け、4月下旬から6月上旬にかけて、知事の斎藤元彦のパワハラの有無を調べるため、独自アンケートの集計を行った。
5月15日、丸尾県議は記者会見で、匿名であり、事実関係は不明と説明した上で、5月14日時点の独自アンケートの集計結果を公表した。その後丸尾県議と報道各社はこれを追及した。
後に、この独自アンケートは、第2回百条委員会（6月27日）で、採用を巡り意見が分かれたが、維新以外の会派の賛成多数で採決され、百条委員会の参考資料として採用配布された。

### 丸尾県議の独自アンケート集計方法と実施
丸尾牧県議は、4月26日に兵庫県庁、5月31日に阪神北県民局、6月3日に阪神南県民センターの、3カ所で「県職員ですか？」と声掛け確認を行い、アンケート用紙と返信用封筒を配布した。
1回目アンケート用紙配布：4月26日（金）7時40分～9時、兵庫県庁前、配布枚数300枚
2回目アンケート用紙配布：5月31日（金）7時40分～9時、 阪神北県民局、80枚配布
3回目アンケート用紙配布：6月3日（月）7時40分～9時、阪神南県民センター、28枚配布
5月14日時点：回答数21人（元職員1人）
6月20日現在：回答数24人（＋3人、再度提出した人が1人）
6月24日時点：回答数3人
パワハラ記載：3人（1回目2人、2回目1人）から7件の記載あり
物品授受記載：1人（１回目１人）から１件の記載あり

### 独自アンケート集計結果の公表（5月14日時点）と報道
5月15日、丸尾県議は記者会見の場で、独自アンケートの集計結果（5月14日時点）を公表した。丸尾県議は、記者会見で「匿名であり、事実関係は不明」と説明した上で、斎藤のパワハラに関する指摘が7件、告発文書に記載された以外の贈答品やその管理状況に関する回答が寄せられたと話した。パワハラについて、「庁外での公務イベント時には、目的地に15分前に着かないと激怒。随行の秘書が罵倒される」「県立考古博物館で駐車位置が気に入らないと激怒」「イベント時にマスコミの取材がないと、担当課を怒鳴り散らしていた」「チラシに自分の写真がないと怒る」などの回答が寄せられたと話した。
5月22日、斎藤は記者会見で、「丸尾議員のアンケートの件は、私自身は詳細を見ていないので、現時点では個別の回答は控えておいたほうが良いかと思っています」と前置きした上で、以下の記者の質問に答えた。この内容は後に報道各社で報じられた。

#### 理不尽な個室ルーム用意の強制の指摘
『庁外公務イベントでは、いかなる場所でも、個室を用意せねば、同じく罵倒される。罵倒されるのは秘書課の随行者や側近の部長など。罵倒された彼らは、イベント担当者にきつく注意する。』
- （斎藤の回答）斎藤氏は、既に5月5日に行われていた定例会見で、「イベントや行事でケース・バイ・ケース。車中で着替えていったりすることもある。秘書室と担当部局でよく調整してもらっていると思う」と説明した[47]。

#### 一般の授乳室を知事専用に一時的に切り替えたという指摘
2024年3月の尼崎の森中央緑地のマラソンイベントでの出来事とされる
『（伝聞情報）R5 年度末、尼崎の森公園でのイベント時にあったできごと。知事の意を受けた秘書課 の強い要求により、一般人用の授乳室をクローズドにして、知事専用の個室に一時的に切り替えざるを 得なかった。実際、授乳室を利用したいママさんが、クローズドな状況で困っていた。イベント時、い かなる場所でも個室の確保を強く強要する姿勢及び一般県民にもご迷惑をおかけしている事態は許され ない。』
- （斎藤の回答）斎藤は5月22日の記者会見で、「私は当日、公務がいろいろあったので、確かスーツで行き、そこで着替える必要があったので、担当部局が着替えるスペースを用意してくれたのだと思います。施設のスペースを一時使用したことは事実です。ただ、着替える部屋が用意されることは伺っていましたが、その部屋が授乳室であることは、私は正直認識していなくて、到着もかなりぎりぎりになって、バタバタと着替えて、外に行ったので、今回の取材等の指摘の中でそこが授乳室だったことを初めて認識したのが正直なところです。ただ、私が着替えた授乳室の代替場所も用意していたと担当からも伺っていますが、結果的に県民の皆さんに、ご迷惑、ご不便をかけたことはお詫び申し上げたいと思っています。」[149]と説明し謝罪した[46][47]。

#### はばタンPay＋に斎藤の顔写真を入れるよう強制したという指摘
『はばタンペイ、顔写真事件 今やすっかり定着した知事の顔写真入りポスター・チラシ。これははばタンペイの時にチラシを作っ たが、写真がないことに激怒。慌てて担当課長が知事室に行ったが、「お前？君？ではない、上の者を 呼べ」と知事に言われ、D 部長が知事室に行った模様。その情報が全庁にかけめぐり、知事の顔写真入 りのチラシ・ポスターが入ることになった。これは選挙対策である。県民に顔を売るためだけ。はばタ ンペイ、第 2 弾以降の県のチラシを見て欲しい。』
『はばタン Pay＋広報うちわ 昨年 7 月、はばタン Pay＋告知イベントの知事協議の際、知事 が突然怒り始め、周りの職員は怒りの理由がわからず慌てたとのこと。怒りの理由は、広報用に配布す るうちわに、知事の顔写真が入っていなかったことから、結局、うちわやちらしは作り直しとなり、写 真入りのものに差し替えられたとのことです。今では、チラシやポスターには、知事の写真を入れるの が標準になっています。 』
『知事の顔が‘はばたん Pay‘はじめ各種ポスター・広報物に登場することに対し県民からの苦情が多数 入っている。（来年度の知事選時はポスター撤去するのか？そのコストはいかほどか？） 』
- （斎藤の回答）斎藤は5月22日の記者会見で、「「はばタンPay+」のポスターやチラシの作成は、産業労働部がしっかり議論をして、効果的に事業効果を発信するために、どうすれば良いかということを考えて、その中で、おそらく知事の写真を使うという提案をされたと認識しているので、それが現時点の事実です。」と回答した[153]。

## 百条委員会の設置と調査

### 百条委員会設置までの流れ

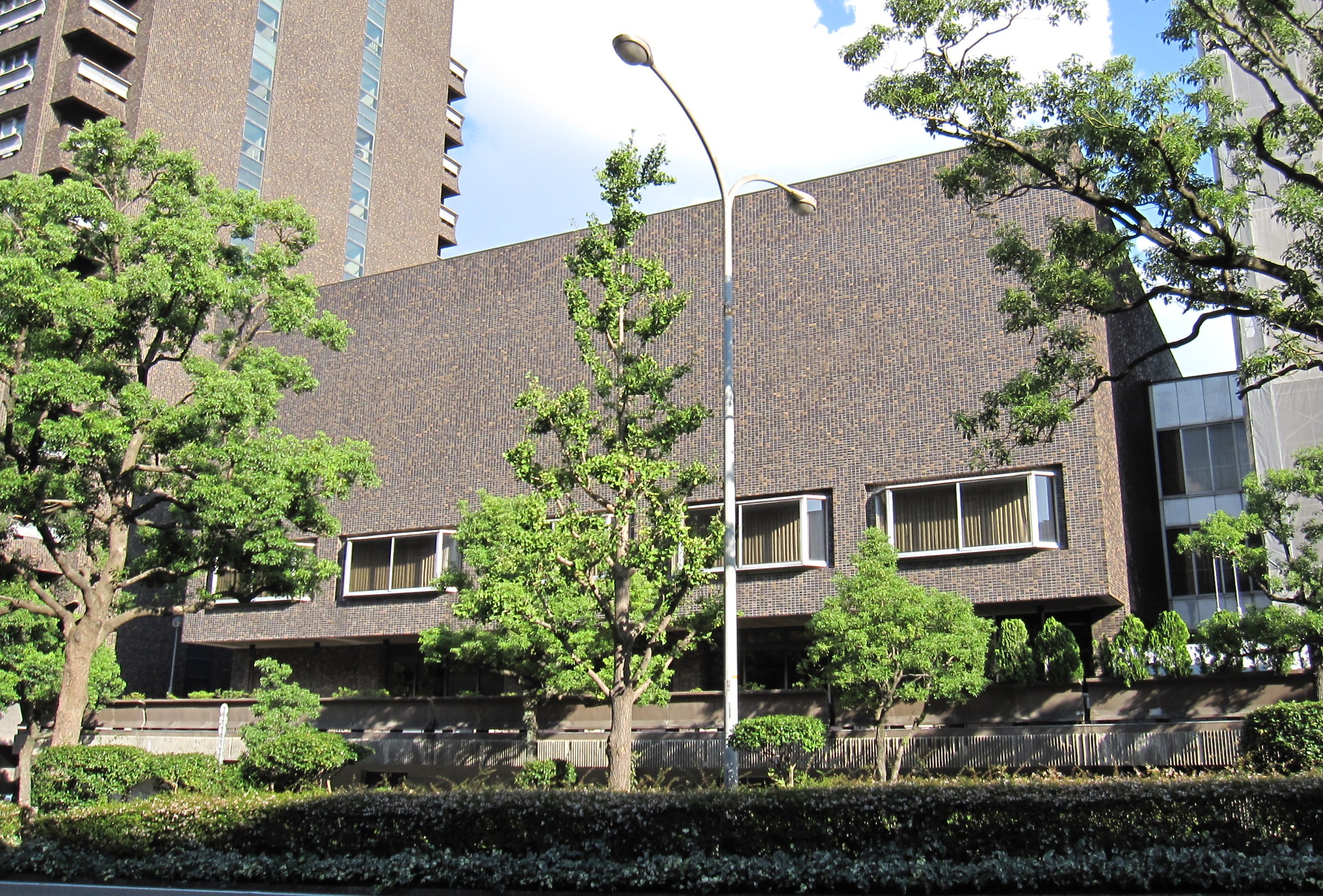
兵庫県議会議事堂（神戸市中央区）

6月上旬、一連の告発文書問題を巡る県の対応と、報道や丸尾県議の独自アンケート調査で、知事で斎藤のパワハラ疑惑に、一部事実が認められたことなどを受け、最大会派の自民と、第4会派のひょうご県民連合、複数の無所属県議は、百条委員会の設置に動きを強めた。
最大会派の自民党（自民党議員団）は、前回の知事選で、自民と維新が推薦した斎藤県政派と、旧井戸県政派に、約2年間に渡り分裂し続け2024年4月に合流した経緯があり、斎藤が大胆に改革を進める中での不満や、水面下で新たな知事候補者を探す動きもあった。
片山安孝元副知事は、3月から5月に行われた県の内部調査に関わり、同時に当時の人事責任者であり、元西播磨県民局長の公用パソコンの中にあった県庁女性職員との「倫理上問題のある文書」の存在を知っていた。そのため、片山元副知事は、百条委員会にまで発展すると、元県民局長を含む県職員の負担が非常に大きくなると考え、まず弁護士からなる第三者委員会の調査を待つべきと主張し、自身の辞職と引き換えに百条委員会の設置を見送るよう、議院運営委員長の藤本百男（加東市、自民）に働きかけたが拒否された。
6月13日、県議会本会議で百条委員会の設置議案の採決が行われ、自民党（35人）、ひょうご県民連合（9人）、共産党、無所属の計50人が賛成、維新（21人）と公明党（13人）の計34名が反対し、賛成多数で、百条委員会の設置が可決された。その際、自民党は党議拘束を掛けていたが、石川憲幸県議（丹波市）が造反し、反対票を投じた。
兵庫県議会においては、1973年にPCB汚染対策協議のために設置されてから、51年ぶりとなる百条委員会の設置が決定した。

### 百条委員会の構成
百条委員会は、自民、維新、公明、県民連合、共産、無所属の６つの会派からなる計15人で構成され、委員長には兵庫県弁護士会所属の弁護士でもある奥谷謙一（神戸市北区、自民）、副委員長には岸口実（明石市、維新）が、兵庫県議会から選出された。この構成は6月14日の第1回委員会で発表され、11月18日の第11回委員会当日に竹内英明県議（ひょうご県民連合）が辞職し欠席したため、兵庫県議会は同月22日に北上哲仁県議（ひょうご県民連合）を補充要員として選任した。
| 会派（人数）            | 氏名                |
| ----------------------- | ------------------- |
| 自民党（6人）           | 奥谷謙一（委員長）  |
| 自民党（6人）           | 松本裕一            |
| 自民党（6人）           | 富山恵二            |
| 自民党（6人）           | 長岡壯壽            |
| 自民党（6人）           | 黒川治              |
| 自民党（6人）           | 藤田孝夫            |
| 維新（3人）             | 岸口実（副委員長）  |
| 維新（3人）             | 増山誠              |
| 維新（3人）             | 佐藤良憲            |
| 公明党（2人）           | 越田浩矢            |
| 公明党（2人）           | 伊藤勝正            |
| ひょうご県民連合（2人） | 竹内英明 → 北上哲仁 |
| ひょうご県民連合（2人） | 上野英一            |
| 共産党（1人）           | 庄本えつこ          |
| 無所属（1人）           | 丸尾牧              |

### 第1回百条委員会（6月14日）
6月14日、文書問題調査特別委員会（百条委員会）が設置され、第1回百条委員会が開かれた。この会合では、今後の運営について、以下の項目が確認され、委員からは、県庁職員を対象にしたアンケートの実施や、審議過程で得られた全ての資料を開示すべき、との意見が出された。
- 原則公開とし、インターネットによるライブ中継及び録画を行う。ただし個人のプライバシーに関わるとき等は、委員会の議決により秘密会とする[163]
- 委員は、秘密会で知り得た情報は他に漏らしてはならない[163]
- 委員会の調査は、基本的人権に最大限配慮して行う[163]
- 傍聴人の定員[163]
- 資料の配布については委員長が決定する[163]
- 県議員は秘密会も傍聴できる。ただし、秘密会で知り得た情 報は他に漏らしてはならない[163]
- 撮影・録音は報道機関のみとする[163]
- 委員会の円滑な運営を図り連絡調整などを行うため、正副委員長及び理事５人で構成される、理事会を置く[163]（この理事会は、非公開で行われている[166]）
- 委員長は、理事とは別に指名した委員に、オブザーバー（参考人）として理事会への出席を求めることができる[163]

### 第2回百条委員会（6月27日）
6月27日、県議会は百条委員会の2回目の会合を開催。
今後のスケジュール案が確認され、11月までに月1、2回程度開き、11～12月に調査報告書をまとめる予定で合意した。
証人尋問の実施にあたり、知事や県職員や関係者などへの尋問時間を１日２時間以内とすることや、会派ごとの質問の持ち時間などが決められた。
7月19日予定の第3回目の会合に、元西播磨県民局長に証人出頭を求めることなどが確認された。
委員会は県へ、県（人事課）の内部調査の結果、内部調査に係る根拠資料（回収された公用パソコン）の資料提出を求めた。同時に、委員会は元西播磨県民局長へ、3月12日の告発文書などの資料提出を求めた。
委員の丸尾牧県議が実施した独自アンケートを、参考資料として採用するかを巡り、意見が割れたが、当初から百条委設置に反対していた維新以外の会派の賛成多数で採決され、独自アンケートは参考資料として採用されることが決定した。県職員を対象にしたアンケートの実施については、匿名回答の是非や回答の取り扱い方などについて、引き続き協議されることになった。
独自アンケートの採用に反対した維新の増山県議は、「我々が行うかどうか決めようとしてるアンケートで十分だと思うんですけど、なぜわざわざ丸尾さんがされた私的なアンケートをここで提出して、ここに提出された時点である公の文章的な感じで受け止められる。特にですね、マスコミの皆さんはこれまでですね、例えば松本サリン事件とか厚生労働元局長の村木さんの事件とかでですね、報道被害出してきたというのもありますけれど、これがですね、1人歩きして今は現状があるわけですよ」と述べ、丸尾県議が実施した独自アンケートが公の扱いをされることによる、報道被害の懸念を示した。
一方で、元西播磨県民局長は、停職３カ月の懲戒処分を受け、現時点で不服申し立てをしていない理由を説明する文書を百条委員会に提出し、「後輩たちを訴えることがどんなにつらいか。申し立てをしなくても済む可能性が少しでも残っているのなら、ギリギリまで待ちたい」として申立期限である8月7日まで、人事委員会への不服申し立て保留する考えを示した。奥谷謙一委員長は「（百条委員会は）文書内容が事実か解明するのが目的。県民局長がなぜこういう行動をしたのか、意見を聞く場ではない。文書内容をどこで見聞きしたのかを聞くことに尽きる」とした。

### プライバシー配慮の申し入れ
公の場で行われる百条委員会の第3回目の会合（6月27日）で、証人尋問と、県の内部調査資料（押収された公用パソコンの内容）が提出されることとなった、元西播磨県民局長は、代理人（弁護士）を通し、県人事課に、百条委員会に開示する県の内部調査資料について、個人のプライバシーに関して十分に配慮するよう、申し入れを行った。
県人事課は元県民局長の代理人に、開示に支障があるなら百条委員会に申し入れるよう伝えた。
元県民局長の代理人は改めて、県人事課に提出を求める、県の内部調査資料（押収された公用パソコンの内容）に関して、個人のプライバシーに関して十分に配慮するよう」に求める申し入れ書を、百条委員会の奥谷謙一委員長宛に、7月2日付の内容証明郵便で送付し、7月4日に受領された。この文書は同時に、竹内英明県議（ひょうご県民連合、姫路市）にも送付され、後に竹内県議により公開された。
このような経緯の中で、元県民局長はかなりナーバスになっていたという。

### 元西播磨県民局長の死去
7月7日午前10時頃、元西播磨県民局長は、県議会事務局宛てに、百条委員会が提出を求めた書類を添付した、百条委員会への出頭に前向きな内容のメールを送っていた。
同日夜、元県民局長の家族から県警に行方不明届が出され、県警が捜索した結果、姫路市内で亡くなっているのが発見された。自殺とみられる。
「一死をもって抗議する」、「19日の委員会には出頭できないが自ら作成した陳述書及び参考の音声データの提出をもって替えさせてほしい」、「百条委員会は最後までやり通してほしい」というメッセージとともに、陳述書と音声データが遺された。これらは遺族により、後の同月12日に百条委員会へ提出された。
元県民局長は、亡くなる直前にある県議と電話で長時間通話しており、この県議からなんらかの圧力を掛けられた可能性があるという見方が一部でなされた。門隆志県議（維新、宝塚市）は、維新の県議でないと、自身のX（旧Twitter）に投稿し否定した。竹内県議はのちに死亡し、自死と見られている。
同日夜22時頃、斎藤は、元県民局長の死を、片山からの連絡で知ったという。
7月8日13時頃、神戸新聞が元県民局長の死亡を報じた。同日夜、斎藤とは報道陣の取材に応じ、「ショックを受けており混乱している。心からお悔やみを申し上げる」と弔意を表明し、「さまざまなご批判、指摘があると思うが、県政をしっかり立て直していくことが責務。全力で取り組んでいきたい」と発言した。百条委員会委員長の奥谷県議も取材に応じ、「大きなプレッシャーがかかっていたのかもしれない。私たちもそれを把握していなかった反省点がある。痛恨の極みだ」「文書の真偽を明らかにすることがわれわれの務め」と発言した。

### 緊急理事会による告発文とは無関係の資料の非開示決定
元西播磨県民局長の死去翌日の、7月8日、百条委員会の緊急理事会が非公開で開かれ、元県民局長の代理人から県民局長の死去前に提出されていた申し入れ書について、「法令を守るべき」、「（県民局長のプライバシーを百条委員会で明かすと）民事上の損害賠償の対象に十分なる」など議論され、告発文とは無関係の資料について開示の要求をしないことが、維新以外の賛成多数で決議された。また、この緊急理事会の内容が、参加した県議を通してのちに週刊誌などに流出した。
ニュースサイトHUNTERが入手した会議録の中で、増山誠県議（維新、西宮市）は、「本委員会の主たる目的は、元県民局長の文書に記載の7項目にわたる告発の内容が真実かどうかを調査することである。文書の真偽を議論するにあたり、人事課による調査結果は重要な資料である。また、プライベートな事項に関しても、元県民局長がなぜこの文書を配布するに至ったかの経緯や背景を類推できる資料を広く集める必要があると考える、「本文書には、知事の自宅や好き嫌いに関する記述や●●のご子息や学生時代の先輩後輩関係など、プライベートな記述が散見される。一方の当事者としてプライベートなことを取り上げておき、自らの調査結果については、プライベートだから公開しないでほしいとは、あまりにも都合の良い身勝手な論理である。プライバシーに関連しているかどうかについて、元県民局長の代理人が判断するのは不適切だと考える」、「そもそも公用パソコンに入れていた資料であるので、パソコンの保有者は兵庫県であり、このパソコンに保存されているデータも兵庫県のものである。例えば、一般社会においても、個人に利用を任せている公用・社用パソコンであっても、社員の行動を監視する内部セクションの担当者に関しては、無制限にパソコンを見ること、データを利用する権限を与えているものである」）と述べ、反対している。
門隆志県議（維新、宝塚市）は、非公開であるはずの理事会の内容が、参加した議員により週刊誌などに流出した件について、「百条委員会で真相究明を行うには人事課が処分の参考にした資料も必要との理由で資料請求は行いました。 それをパソコンに残っていた告発文とは無関係のプライベートな資料を求めたと恣意的に捻じ曲げ、維新が個人攻撃する為だと事実無根の推測を交えながらの記事にされました」、「議会の総意で第三者機関の設置が決まっていたにも関わらず、議会の権能で百条委員会の設置が必要と言っていたのも、週刊誌と組む一部議員の動きを見ると、ただただ維新や知事（斎藤）を叩きたいがための政争の具。 理事会の内容がダダ洩れしているのは想像以上に深刻です」と、自身のX（旧Twitter）へ投稿した。

### 県職員労働組合の辞職申し入れと副知事の辞職表明
7月10日、兵庫県職員労働組合は「もはや県民の信頼回復が望めない状況になっている」として、知事の斎藤元彦に事実上、辞職を求める申し入れ書を提出した。斎藤は、同日の記者会見で、「私の責務としては、よりよい県政を進めていくために職員の皆さんとの信頼関係の再構築含めて、私自身がやはり生まれ変わって、県職員の皆さん、そして、県民の皆さんと共に、いい県政を進めていく環境づくりを全力で取り組んでいくことが、私に課せられた果たすべき役割だと考えています」と述べ、辞職を否定した。
7月11日、副知事の片山安孝は「県政が停滞している。自分も責任を取るので、一緒に辞任しませんか」と斎藤に辞職を提案し、斎藤は「辞めるという選択肢はない」と断った。同日、片山は辞職の意向を固めた。
7月12日、片山は記者会見で、県政の混乱と停滞を招いた責任を取るとして、同月末で辞職する意向を表明した。これを受け、斎藤は記者会見で、「さまざまな懸案があるおよそ3年間、片山副知事に、大変厳しい状況下での県政運営を誠心誠意、全力で支えていただいたことに直接、お礼を申し上げた」と感謝を述べた。

### 第3回目の会合（7月19日）、守秘義務免除申請の議論
7月12日、県人事課は、百条委員会で証人尋問を行う県職人に対し、『百条委員会に関する各種服務について』と題する通達文書を出した。その通達文書では、「職務上知り得た秘密が含まれる事項について出頭、出席の請求があった職員は、守秘義務免除の申請手続きを行う」「対象となる内容は、必要最小限のものとする」「各部総務課宛に申請し、これを各部総務課長が承認する」など、証言を制約する内容であった。
7月19日、第3回百条委員会が行われた。冒頭、奥谷謙一委員長が、元県西播磨県民局長を悼む言葉を述べ、黙祷が行われた。元西播磨県民局長の遺族から提出されたとする陳述書と音声データ、丸尾県議の独自アンケートが参考資料として配布された。法的アドバイザーに元検事の丸山毅氏（兵庫県弁護士会）を選任した。県職員約9700名（嘱託を含み、教員や警察官を除く）を対象に、斎藤らのパワハラ疑惑や物品要求をについて見聞きしたことについて調査する、県職員アンケートを8月上旬まで実施することが決定した。
竹内英明委員（ひょうご県民連合）は、12日付の県人事課の県職員に対する通達について、特に守秘義務免除申請は、証人に招致される職員にとって重い心理的負担となることへの強い懸念が出ていることを指摘し、百条委員会の調査に対する妨害ともいえると批判し、個別申請を撤回し包括承認とすることを求めた。
また、百条委員会は原則公開としているが、証人となる県職員の心理負担を緩和するため、県当局に対しても証人を公表しない「秘密会」での証人尋問が検討された。
7月30日、非公開で行われた百条委員会の理事会は、県職員アンケートを7月31日から8月14日までの期間に実施すること、アンケート実施に際し県職員に対して、県人事課が以前通告した守秘義務免除の事前申請手続きを不要とすることを正式に決定した。

### 百条委員会による県職員アンケートの実施
7月31日から8月14日にかけて、百条委員会は、兵庫県庁内で、県職員に対するアンケート調査を実施した。8月14日に回答受付が締め切られ、その後、中間報告（件数と内容）が、8月23日の第5回委員会に報告され、最終報告が、第8回百条委員会（10月11日）に報告された。最終報告は、中間報告と大きな違いはなかったが、「目撃した」という回答が2件増えた。

#### 県職員アンケートの実施方法[196]
この県職員アンケートは、7月30日の理事会（非公開）までに百条委員会が定めた、『県職員対象アンケート調査実施要領』に基づき、実施された。
対象者：兵庫県職員（会計年度任用職員、非常勤職員含む）約9700人 
回答期間：7月31日（水）～8月14日（水）の約2週間
調査方法：県職員アンケートには、Googleフォームが使用され、デフォルトでメールアドレスを収集しないよう設定された。7月31日に、兵庫県議会事務局が、庁内の電子メールで、県職員アンケートの案内（GoogleフォームへのURLおよびQRコードを含む）を職員宛に送付した。
回答方法：原則、インターネット（電子メールに添付されたGoogleフォームへのURL、またはQRコードの読み取り）により、記名又は無記名のいずれかで回答を受け付けた。希望した県職員については、郵送による回答も受け付けた。
回答者の保護：回答者の保護のため、Webアンケートシステム（Googleフォーム）の運用、回答の回収、データの管理等の作業については、個人情報の管理体制が整った調査機関に委託され、兵庫県議会事務局では庁内電子メールの送付のみを行うこととなっていた。 

#### 県職員アンケートの集計結果（全体、最終報告）[197]
（中間報告＋中間報告以降ネット回答分＋郵送分）
回答期間：2024年7月31日～8月14日
回答件数：6,725件（内訳：インターネットによる回答、6,664件、郵送による回答61件）
1. 五百旗頭真理事長ご逝去に至る経緯について、90.4%が「知らない」と回答[197]
2. 2021年兵庫知事選挙における県職員の事前選挙活動等について、90%が「知らない」と回答[197]
3. 次回の知事選に向けた投票依頼について、94.7％が「知らない」と回答[197]
4. 斎藤が贈答品を受け取っていることについて、23.5％が「実際に見た」「聞いた」と回答[197]
5. 斎藤の政治資金パーティー実施にかかるパーティー券の購入依頼について、95.4％が「知らない」と回答[197]
6. 阪神・オリックス優勝パレードにかかる信用金庫等からのキックバックについて、10.1％が「実際に見た」「聞いた」と回答[197]
7. 斎藤のパワハラについて、42.4％が「実際に見た」「聞いた」と回答[197]

#### 県職員アンケート方法の問題点
Googleフォームで行われ、URLを知っていれば誰でも匿名で書き込みできたため、なりすまし等による複数回の回答が可能な状態であった。
日本ファクトチェックセンターは、アンケートについて「Googleフォームによるアンケートで、誰でも何度でも回答できる。職員のなりすましでも簡単に回答できる」との指摘について、議会事務局から「GoogleフォームのURLを職員のメールアドレスに送る方法をとり、氏名の記入やメールアドレスの収集を必須にしたり、回答を1回に制限したりする設定もできるが、回答に不安を感じることに配慮して個人と紐付けしないように無記名にした。複数回にわたっての回答はありうる」との回答があったとしている。
また、飯田哲史（日本維新の会）は、県職員アンケートは『県職員対象アンケート調査実施要領』の対象者（県職員、会計年度任用職員、非常勤職員含む）以外であるはずの、県OBが回答しており、ある県議会議員が県職員アンケートに答えるよう、県職員や県OBに連絡を取っていたとしている。また、斎藤知事を称賛するアンケートが同氏を批判するアンケートとして集計されたり、逝去した職員からのアンケートもあるなど、信用性に疑義が呈された。

### 第5回委員会（8月23日）
県議会調査特別委員会（百条委員会）は8月23日、斎藤知事のパワハラ疑惑を調べるため、職員6人に証人尋問を行った。パワハラを受けたと明言する証人はいなかった。
兵庫県議会百条委員会 職員6人が証言した内容
- 職員A
  - 元西播磨県民局長に対する懲戒処分について、5月に処分が決まる前に「元局長による公益通報の調査結果を待ってから処分を判断すべき」と上司に進言していた。最終的には知事の政治判断なので従うしかなかった。
- 職員B
  - (告発文書について知事が把握した直後の)3月下旬に人事課からシステム関連の部署に、元県民局長や複数の職員のメールデータについて提供の依頼があった。「処分のため確認したい」と説明された。
- 職員C
  - デジタル商品券「はばタンPay+」事業の説明の場で、PR用のうちわに知事の顔写真が入っておらず、知事が舌打ちをしてため息をつき、「何が悪いか分かるか」と発言した。疑惑を説明する知事の会見を見て「腹立たしい」と感じた。
- 職員D
  - (出張先で公用車から施設まで20メートル歩かされ怒鳴った、という疑惑について) 厳しい叱責はなかったが、進入禁止だったエントランスの車止めを 「なぜどけていないのか」と怒っていた。帰りは職員が車止めを取り、エントランスに車を寄せて乗って帰ってもらった。

### 百条委員会最中の不信任決議可決、出直し選挙出馬表明
9月9日、日本維新の会は、斎藤の辞職と出直し選挙を求める申し入れ書を提出した。同日夕、斎藤は、報道各社の取材で、「3年しかまだ知事はしていない。政治家として力が足りないところもあると思うが、それでも選挙で負託を得て知事になった。自分がどういう道を進んでいくかは、自分が決めていくのが大事だと思う」と述べ、辞職を否定した。
9月12日、9日の維新の申し入れに続き、自民党、公明党、ひょうご県民連合、共産党、無所属議員4人が、共同で斎藤の辞職の申し入れを行い、全議員86人が辞職を迫る事態となった。同日、斎藤は報道陣の取材で、「（百条委員会での）文書問題の調査の対応、9月議会もある。100億円の補正予算をしっかり成立させていただくことが大事」などと述べ、自身の辞職を否定した。
自民党の長瀬猛県議は、百条委員会を開いた当初、自民党議員団は本来、12月の報告書を取りまとめた上で不信任なんの提出を検討していたが、百条委員会で「パワハラ」や「おねだり」の調査が進んでいた8月下旬のあたりから東京のキー局のニュース番組のディレクター達が一気に神戸に乗り込んできて連日取材を受けるようになり、記者たちが議員控室の廊下にびっしりと張り付いて、「知事はいつやめるんですか」、「謝るんですか」、「やめるんですか」、「やめさすんですか」、「不信任はいつですか」とひたすらこのことを報道し続け、県議会そのものが「非常に強いマスコミからの圧力」に晒されていたとしている。長瀬は9月18日夜に行われた自民党議員団の議員総会で、「百条委員会による調査を終えた上で、報告書作成後に、不信任案を提出をした方が本道ではないのか」と主張したが、「じゃあ他会派から不信任決議の動議が出た時に反対できるのか。反対をした時に、どうやって世間に説明をするのか。自民党が反対したから、不信任案が潰れたと言われるんだぞ」と言われ、それ以上言葉が出なかったと話している。
9月19日、兵庫県議会に提出された斎藤知事不信任決議案が、全会一致により不信任決議が可決された。斎藤は、10日以内に県議会解散もしくは辞職、あるいは10日経過による知事失職のいずれかを選ぶこととなった。
9月26日、斎藤は、記者会見で、県議会を解散せず、不信任決議可決から10日経過後の同月30日付で知事を失職した上で、その後行われる出直し選挙へ立候補を正式表明した。
9月30日、斎藤は、兵庫県知事を自動失職した。

### 理事会による選挙期間中の百条委員会の非公開化
10月3日、非公開で行われた百条委員会の理事会は、24、25日に予定される証人尋問について、兵庫県知事選挙（10月31日告示、11月17日投票）に影響が出ないよう、両日とも非公開とし、報道各社への説明も実施せず、知事選終了後に部長級以上の職員らの尋問の映像や議事録を公開する方針で合意した。理事会後の取材で、奥谷謙一委員長（自民、弁護士）は、「選挙妨害に当たらないのかという声もあった。懸念を一切払拭したいので、非公開とすることで合意した」と説明した。

### 奥谷委員長のリハック出演と高橋との対談
10月4日、奥谷謙一委員長は、Youtubeのビジネストーク番組「リハック（ReHacQ）」に出演。同番組を立ち上げた元テレビ東京の高橋弘樹と対談し、高橋からの百条委員会の論点とされる質問に対し、委員長として当時の認識を答えた。この中で奥谷は、公用パソコンの内容を知らない（直接見ていない）と答え、県人事課から公用パソコンの内容について「プライベートな内容は告発文書と関係ない」という説明を聞いたと話した。そして自身が独断で百条委員会の資料要求を決めているわけではなく、百条委員会（と非公開で行われる理事会）で必要の有無を協議して決めていると説明した。会談中に高橋から奥谷に「公用パソコンの内容を見ていないのにどこからがプライベートな内容だと判断できるのか？」と質問があったが、明確な返答はなかった。
後に、県知事選候補者の立花孝志は、まだ百条委員会での結論が出ていない状態であるにも関わらず、奥谷がリハック（ReHacQ）に出演し、百条委員会委員長で、弁護士でもある自身の見解を県知事選前に公の場で語ったことを問題視した。

### 斎藤前知事と片山前副知事の刑事告訴
10月9日、市民団体（市民オンブズ尼崎、市民オンブズ西宮など、3団体）が、斎藤前知事と片山前副知事を背任の疑いで、兵庫県警に告発状を提出し、刑事告発した。市民オンブズ尼崎は、百条委員会委員である丸尾牧県議（無所属、緑の党グリーンズジャパン）が世話人を務める団体である。

### 第8回百条委員会（10月11日）、県職員アンケート最終集計結果公開
10月11日、第8回百条委員会で、告白文書の優勝パレードの項目について、証人尋問を予定している24、25日の百条委員会を秘密会とすることが正式に決定された。同時に百条委員会は、約9700人を対象に実施した県職員アンケートの最終集計結果（中間報告以降分も含む）を発表した。県知事選前に公開された最後の会となった。

### 第9回・第10回委員会（10月24、25日）、優勝パレードの証人尋問、非公開
10月24日、25日に行われた第9回、第10回百条委員会では、告発文書の優勝パレードの項目について、片山元副知事や信用金庫の関係者などに対する証人尋問が行われた。
本会については、兵庫県知事選挙への影響を考慮し、斎藤元知事の出頭を求めず非公開で行われることとされた一方、非公開であるはずの会議の内容が複数のメディアにリークされ、県知事選の候補者である立花孝志へ第10回百条委員会の音声データが漏洩し、県知事選期間中に公開されるなどの事態が発生した。
この秘密会については、10月18日に斎藤の代理人から、会が非公開と決まったのであれば、内容が公開されるまでの間に、個々の委員が意見を報道機関に伝えたりSNS等で発信することがないよう求める申し入れ書が百条委員会に提出されていた。この理由としては、個々の委員の意見が外部に発表された場合、そのファクトチェックを外部が行うことができず、正当な反論ができないためだとされた。
10月24日、第9回百条委員会に参加した関係者から情報が流れ、「片山元副知事の方からキックバックの提案や金額が提示された」という内容の一部報道が行われた。後日、週刊現代が、24日に証言を行った但陽信用金庫の桑田純一郎理事長と、25日に証言を行った片山元副知事の実名独占インタビューを報じ、両者はこの一部報道を否定した。
10月25日、非公開で行われた第10回百条委員会後、片山元副知事は弁護士同伴で、報道各社の囲み取材に答えた。片山元副知事は、秘密会で優勝パレードでのキックバック疑惑を否定する証言を行ったと語り、元西播磨県民局長の公用パソコンに入っていた「倫理的に問題のある文書」の中身について言及した。その際、複数の記者から「言うな！個人情報だぞ！」「プライバシーを話すべきではない」「許されないことだ」と制止を受け、「倫理的に問題がある文書」と表現を改めた。これに対して週刊現代は、記者の側から「取材対象者の発言」という一次情報源を一部のメディアが制限することは通常、他メディアの取材権の侵害にあたるものであり、知る権利の侵害も疑われるものだとしている。また、週刊現代は、この日の囲み取材に参加した記者は、「神戸経済ニュース」を除き、他全てが記者クラブ加盟社の記者であり、事前に何らかの「倫理的に問題のある文書についての中身には触れさせない」という合意があったのではないかともしている。
兵庫県知事選挙後の11月22日、第9回・第10回百条委員会の録画が公開された。片山元副知事が押収された公用パソコンの中に「倫理的に問題のある文書」が入っていることに言及した際の発言は、編集により消された状態で公開された。

### 百条委員会の最中に行われた兵庫県知事選挙
10月31日、2024年兵庫県知事選挙が告示され、斎藤元彦も出馬し、再選した。選挙戦においては、誤情報やデマ、斎藤氏のパワハラの疑いなどについて「冤罪」だと主張する動画の拡散があったとされる。
知事選直後となる11月18日、百条委員会委員であった竹内英明元県議が辞職届を提出し、受理された。竹内は知事選中、周囲に「家から出ることも難しい状況」だと相談しており、斎藤元彦候補を応援する目的で立候補した立花孝志氏が竹内を含む委員についての情報を街頭やネット上で発信し、立花氏に自宅に行くと予告されたり、デマ情報を流されたりして生活が脅かされ、ひょうご県民連合幹部に対して「家族を守るために辞職を決断した」と話していたとされ、インターネット上の誹謗中傷が辞職の原因であると見られている。

### 竹内英明元県議の死去
2025年1月19日、18日夜に姫路市の自宅の書斎で竹内英明元県議が意識のない状態で発見され、のち死亡が確認されたとの報道がなされた。死因は自死と見られており、辞職後もインターネットでデマを流され続けたことで2024年末には深刻な状態になっていたとされ、死去する直前にも病院に頻繁に通っていたとされる。

### 調査報告書の公表
2025年3月4日、百条委員会は調査報告書を全会一致で決定した。元西播磨県民局長に対する「告発者捜し」や懲戒処分を「公益通報者保護法違反の可能性が高い」と結論づけ、内部告発判明後の斎藤知事らの一連の対応を「客観性、公平性を欠き、行政機関の対応としては大きな問題があった」と批判した。調査報告書では告発文書で示された7項目の疑惑のうち、パワハラや一部贈答品の受領などの疑惑について「一定の事実が確認された」とした。翌5日の県議会本会議で百条委員会の調査報告書が賛成多数で了承された。
斎藤は5日の定例記者会見で「重く受け止める」としつつ、県の内部告発への対応は適切とする従来の見解を変えなかった。パワハラ疑惑も「業務上必要な範囲内」とし、報告書を受け入れない姿勢を示した。元西播磨県民局長が公用パソコンに保存していた私的な情報について、斎藤は「他の職員の写真、画像を保存していた」「倫理上極めて不適切な、わいせつな文書を作成していた」と言及した。

## 立花孝志の兵庫県知事選への立候補と一連の行動

### 立候補までの経緯
当時のNHKから国民を守る党（NHK党）の参議院議員である、浜田聡と齊藤健一郎は、一連の告発文書問題で、百条委員会の結果を待たずに県議会が不信任決議を可決し、出直し選挙にまで発展したことに対して、国政調査権による総務省や国立国会図書館への資料請求や、県関係者や議員やSNSなどからの情報提供を受けるなどして、「県知事であった斎藤元彦が、メディアと県議らにより嵌められた」と結論付けた。
浜田と齊藤健一郎は、NHK党党首である立花孝志に共有し相談、立花とNHK党は経験上、公職選挙法150条により、日本放送協会（NHK）や放送局が、政見放送を止めることはできないと理解していたため、当初は目立った方がいいだろうという理由で、10人の候補者を擁立し、政見放送で斎藤元彦の対立候補に対して、ネガティブキャンペーンを行うことを検討していた。その後、立花とNHK党は、同じくこの件について調べ、斎藤元彦が悪くなかったと考える、Youtube番組「令和の虎」主宰の林尚弘から、街頭演説も現行法では止められないという見解と、供託金300万円の支援を受けた。そして検討の結果、当初の10人候補者擁立案は、メディア側に利用され、負の印象操作に利用される可能性があるという理由により取りやめ、過去に週刊文春で日本放送協会（NHK）の内部告発を行った経験のある立花本人が県知事選の候補者として、あくまで合法的な選挙活動（政見放送、街頭演説）として情報発信していく方針を固めた。

### 立花孝志へ提供されたとされる情報

#### 第10回百条委員会の音声データ
立花が、10月31日に県議から渡されたとされる音声データは、10月25日に秘密会として開催された百条委員会から流出したものと主張された。
片山元副知事は、この音声データについて、「立花氏との接点はありません。私は秘密会の録音もしていませんし、そのデータを外部に漏らしたことも絶対にありません」と流出への関与を否定している。

#### 竹内県議らを「黒幕」だとする真偽不明の文書
立花は、兵庫県知事選挙の期間中、竹内元県議らが「知事の失職を狙った黒幕だ」とする真偽不明の文書を公開している。

#### 百条委員会委員によるデータ流出関与問題
2025年2月19日、県議会百条委員会に所属する日本維新の会（兵庫維新の会）県議の増山誠はネットメディア「ReHacQ」に出演し、前述の非公開とされている片山元副知事への尋問した音声データが立花に流出したことについて、自身が録音して立花に提供した旨の発言を行った。増山は「多くの事実を県民が知ることが大切だと思った」と釈明した一方、「公開前に音声データを提供したことはルール違反なので、謝罪したい」として百条委員会の委員を辞任する意向を示した。
また、立花は前述の知事選の期間中、告発者の死去が知事の責任に見えるよう印象操作した「黒幕」として、竹内ら複数の県議の名前が挙げられた文書をYoutube上で公開しており、竹内が死去した後の2025年1月下旬には竹内らが「黒幕」とする文書について、百条委員会の副委員長を務める日本維新の会の岸口実県議から受け取ったものであると主張した。岸口は2月10日、前年の知事選公示部翌日に立花と面会したことは認めつつ、同席していた第三者の関与の示唆しながら「（文書は）私から提供したものではない」「私が作ったものじゃない」と釈明した。20日に岸口は「どちらが文書を手渡したかは少し記憶もおぼろげだが、立花氏に渡すであろうことも分かりながら同席したことをもって、自分が手渡したと言われても反論のしようがない。同席したことは軽率だったと反省している」と述べ、岸口も百条委員会の委員の辞任する意向を示した。増山・岸口の両名は同月20日付で百条委員会委員を辞任している。さらに、同じく兵庫維新の会県議の白井孝明が、立花への情報提供を目的に2024年11月1日から計3回、電話で連絡したことも判明した。
増山、岸口、白井の3県議は同月23日、神戸市内で記者会見を行い、前述の事実について謝罪と釈明したうえで、増山は「党に多大なご迷惑をおかけした」として、離党届を提出したことを明らかにしたが、兵庫維新の会側は離党届については受理せず、3名の処分を検討することとなった。増山に対しては除名、岸口に対しては離党勧告とし、白井に対しては継続協議とする方針となっていたが、同月26日に兵庫維新の会から処分が発表され、岸口は「百条委員会の副委員長であり、責任のある立場」であったことから除名、増山は離党勧告とすることを発表した。
同年3月4日、百条委員会はパワハラの疑いなどについて「一定の事実が含まれていた」などとする報告書をまとめ、翌5日の県議会本会議で報告書に対する採決が行われたが、維新を離党した増山は反対の立場で討論の場に立った。採決では賛成多数で可決され、増山と白井は反対し、岸口は採決前に退席している。同日朝に白井も維新へ離党届を提出している。白井に対する処分を留保していた兵庫維新の会は同月7日、白井が本会議での採決で反対したことから「党の名誉を傷つけ、規律を乱す行為にあたると判断した」として前日付で離党勧告処分とすることを発表した。同月10日、岸口、増山、白井の3人は県議会で新会派・躍動の会を結成した。6月12日、県議会は増山と岸口に対する問責決議案を賛成多数で可決した。

## 第三者委員会の調査結果
2025年3月19日、一連の調査していた第三者委員会は、報告書を公表。告発文書をめぐる県の一連の対応が公益通報者保護法に違反しているほか、県職員に対する知事の言動がパワーハラスメントに該当すると認定。これを受け、斎藤は記者会見で公益通報について「義務の対象は外部通報も含まれるという考え方もある一方で、内部通報に限定されるという考え方もある」と述べ、第三者委員会の判断を受け入れない姿勢を示した。公益通報制度を担当する消費者庁は4月に県の担当部署に連絡し、斎藤の認識が国の見解と異なるとしたうえで、「外部への通報者を含めた措置を取るべきで、地方公共団体などに対応を求めている」と伝えた。5月14日には参議院本会議で伊東良孝消費者担当相が、一般論として通報先が監督官庁や報道機関など外部でも「保護要件を満たせば、解雇などの不利益な取り扱いから保護される」と答弁し、斎藤が示した法令の解釈を否定した。

## 週刊現代の主張
週刊現代は『【独自】齋藤元彦・前兵庫県知事をたたき潰した「兵庫政界の闇」とは…「裏の絶対権力者」たちが作り上げた「タブー」と「天下り構造」の全貌をスクープする』と銘打って以下の主張をした。
- 2021年8月に兵庫県知事に就任した斎藤は、旧井戸県政時代からの政策の大多数を否定し、地域整備事業と分収造林事業における約1500億円（いわゆる旧井戸県政時代の隠れ負債）の返済と行政改革に着手[97]。約1000億円の予算削減し返済にあてるとして、竣工から半世紀余りを経て建て替えが予定されていた県庁舎の整備計画を白紙撤回し見直しを行った[276][97]。また外郭団体役員に対する定年規定を厳正に適用をし始めた（旧井戸県政では、県の内規では65歳定年のところ、「なし崩し的」に70歳以上まで延長されていた慣行があった）[277][97]。この外郭団体役員は当時県庁幹部の天下りポストであり、多くの役員が前職の井戸敏三の後援会「新生兵庫をつくる会」の幹部を兼任していた[97]。

- 当時の兵庫県議会において、最大会派の自民党議員団は、前回の知事選で、斎藤県政派（自民党兵庫）と、旧井戸県政派（自民党県議団）に、約2年間に渡り分裂し続けた末に、2024年4月に合流した経緯があり、しこりを残していた[154][155][156]。斎藤が、「県立大学授業料の無償化」や、性的少数者らのカップルを公的に認める「パートナーシップ制度」導入などを急速に進める中で、自民会派には、根回し不足や、「議会軽視」について、不満を持つ者も存在していた[157]。

- そうした政治的背景があり、斎藤および斎藤県政に関わる県幹部は、前井戸県政派や改革反対派の県職員や県職員OBや外郭団体役員や県議、そして自身を推薦した一部自民党県議からも反感や不満を持たれている状態だった[97][157]。

## 反応

### 政党の反応
2021年の知事選挙で維新と共闘する形で斎藤に党本部推薦を出した自民党は7月14日の県連総会において、会長の末松信介（参議院議員、元文部科学大臣）が「大きな正しい決断をしてほしいと強く願っている」と事実上の辞職勧告を行い、次回知事選での推薦について「同じ形は厳しい」とした。また、知事選当時の県連会長であった谷公一（衆議院議員、元国家公安委員長）は「知事を推薦した議員としてざんきに堪えない」とコメントした。これに対し、元経済産業大臣で政治資金パーティー収入の裏金問題により党員資格停止中の西村康稔は選挙区内の関係者に対して「斎藤知事、あれはいかんね。後任? そうやね、自民党にいたら俺が中心でやるのだが、今は裏でやるしかない」と発言したことが報じられている。
自民党が県政野党へ転じたのに対して斎藤県政の与党に留まり続けている県議会第2会派の維新は百条委員会の設置に反対し、開催後も党所属の委員が不規則発言を繰り返すなど非協力的な態度を取り続けている。特に副委員長の岸口実（明石市）と理事の増山誠（西宮市）は片山らが押収した公用パソコンのハードディスクに含まれていたプライベート情報の全面開示を理事会で強く要求したのを始め、維新の県議が元西播磨県民局長のプライベートに関する情報を基に「元局長をつるし上げてやる」と糾弾する姿勢を見せていたとされる。
この 「つるし上げる」と記事を書いたAERA dotに対しては、門隆志兵庫県議が「つるし上げるは悪質なデマです。正式に抗議します。」と自身のX（旧twitter）に投稿している。
こうした党所属県議の動きに対し、共同代表で大阪府知事の吉村洋文は「一つ言えることがパワハラなどいろいろな疑惑、告発文書に書かれていることについて、真実、事実としてはどうだったのか、これは明らかにすべきだと思う」としたうえで斎藤自身が「進退を判断すべきだと思う」とコメントし、県議に対しては「維新の議員はかばうとかは絶対にダメ」と百条委員会の運営に協力するよう求めた。
2021年の県議選で自主投票とした県議会第3会派の公明党は「今の時点で、辞めないといけない理由はない。告発内容について事実が解明されたことは一つもない」として百条委員会設置に反対したが、斎藤に辞職を求めるかについては「情勢を見て判断する」としている。
9月9日、日本維新の会が斎藤の辞職と出直し選挙を求める申し入れ書を提出した。12日には自民党と公明党、ひょうご県民連合、共産党の4会派と無所属議員4人が共同で辞職の申し入れを行い、全議員86人が辞職を迫る事態となった。

### 県内市町長の反応
小野市の蓬萊務市長は7月23日の定例記者会見で「リーダーとしての資質の問題。百条委の結果を待つまでもなく、すみやかに辞職すべきだ」とした。また、美方郡新温泉町の西村銀三町長は同月25日に県政の混乱を問題視し「辞職して出直し選挙で信を問うべきだ」と斎藤に求めた。
こうした県政への悪影響を懸念する声が県内首長から相次いだことを受け、8月7日に県市長会の臨時会が招集され、会長の酒井隆明（丹波篠山市長）は「知事が前県民局長からなぜ直接話を聞かなかったのか疑問。間違い、ウソだと決めつけたのが原因ではないか」として、出席者からの意見を集約したうえで23日に行われる県と市町の意見交換会の席上で申し入れを行うことになった。

### その他
週刊FLASHによれば、2025年3月に兵庫県警元刑事の飛松五男氏が、片山元副知事から「竹内氏が播磨臨海地域道路計画で賄賂を貰っていた疑惑がある」「兵庫県警の疑惑の捜査が中断したので捜査再開を兵庫県警に働きかけて欲しい」「竹内氏のゼネコン及び反社会的勢力との癒着も暴いてほしい」との依頼を受けて調査に着手を試みたが、この密会の翌日に竹内氏が亡くなったため実際に調査着手する事はなかったとされている。

## 県政への影響
告発者の元西播磨県民局長およびパレード担当課長の2名が死亡したことを受けて県庁には「斎藤を出せ。俺が辞めるように言ってやる」「県民は税金を払っている、斎藤の給料を出しているんだ」「斎藤知事がもらったワインを飲ませてくれ」「毎日、2キロ歩いて通勤しているのに、たった20メートルも歩かないのはおかしい」などの抗議が殺到し、斎藤が居座ることによって抗議を受ける県職員に対する「形を変えたパワハラ」とも評されている。また、県がイベントの告知用に作成したポスターも斎藤が前面に出ていることを理由に幼稚園から掲示を拒否されたり、知事名義で交付された感謝状を表彰者から突き返される事態となっている。
7月20・21日に神戸新聞社とJX通信社が斎藤の知事就任3年を機に実施した支持率調査では「支持する」が15.2%と都道府県知事としては異例の低評価となり、告発文書問題への県の対応についても「納得できない」とする回答が64.8%にのぼった。JX通信社代表取締役の米重克洋はこの調査結果について「一般に、知事や市長といった、いわゆる首長の支持率は内閣支持率などと比べてかなり高くなる傾向がある」と指摘したうえで「首長の支持率がこれほど低いケースは殆ど見たことがない」とコメントしている。
また、2025年度の職員採用試験（60名採用）で639人の応募者に対して筆記試験の辞退者が約41%の262人と過去5年では異例の高水準となっており、百条委員会の設置直後に試験が行われたため告発文書問題が影を落としたのではないかと指摘されている。

## 知事記者会見
- 知事記者会見（2024年9月11日（水曜日））[295][296] - 知事に辞職申し入れを行うことになった件、不信任決議案提出の件
- 知事記者会見（2024年9月4日（水曜日））[297][298] - 公益通報と贈答品を巡って証人尋問行われる件、俺は知事だと激怒した件
- 知事記者会見（2024年8月27日（火曜日））[299][300] - 元県民局長が4月4日に県の公益通報制度した後、人事課から知事に「公益通報の調査結果を待つべきでは」という助言があったという件
- 知事記者会見（2024年8月20日（火曜日））[301][302] - アンケートの中間報告に関する件、県の情報公開条例第6条の件
- 知事記者会見（2024年8月7日（水曜日））[127][303] - 時系列に経緯を整理して、ご説明をした件、内部調査が6回行われたという件
- 知事記者会見（2024年7月30日（火曜日））[304][305] - 文書問題で県政の停滞がかなり指摘されている件、斎藤知事を支持するかしないかという神戸新聞のアンケート結果の件
- 知事記者会見（2024年7月24日（水曜日））[306][307] - 県職員の退職者で作る団体から辞職も含めてあらゆる措置を求める要請文が出された件、共産党の兵庫県委員会から辞職要求が斎藤知事宛に提出された件、小野市の蓬莱市長が定例会見で、斎藤知事は速やかに辞職すべきだという考えを述べられた件
- 知事記者会見（2024年7月16日（火曜日））[308][309] - 末松信介県連会長が斎藤知事に対して大きな正しい決断をしていただきたいとして辞職も含めた政治判断をと発言があった件、上郡町の特産品のワインの件
- 知事記者会見（2024年7月10日（水曜日））[55][310] - 元西播磨県民局長が亡くなったことを受けて、県職員労働組合から「知事として責任ある対応、そして知事として取り得る最大限の責任を取ってもらいたい」という申し入れがあった件
- 知事記者会見（2024年7月4日（木曜日））[311][312] - 百条委員会の調査に県職員が全面的に協力し職員が不利益を被らないように要望が出された件
- 知事記者会見（2024年6月26日（水曜日））[313][314] - ひょうご震災記念21世紀研究機構の理事長の年齢が73歳だという件、公益通報の調査結果についても、県民に開示すべきだという件
- 知事記者会見（2024年6月20日（木曜日））[315][316] - 百条委員会設置決定で告発文書に関する斎藤前知事の見解を述べた件
- 知事記者会見（2024年6月12日（水曜日））[317][318] - 片山前副知事が百条委員会の設置をしないでほしいと依頼した件
- 知事記者会見（2024年6月5日（水曜日））[319][320] - 百条委員会の設置を6月議会で提案する方針とした件、20m歩かされて怒鳴り散らした件
- 知事記者会見（2024年5月29日（水曜日））[321][322] - 贈答品のリスト化と取り扱いに関するルール整備の進捗の件。
- 知事記者会見（2024年5月22日（水曜日））[153][323] - はばタンPay+のチラシに顔写真がなく激怒したという件。
- 知事記者会見（2024年5月14日（火曜日））[324][325] - ひょうご県民連合が第三者機関の設置を申し入れた件、調査は一定の第三者性が保たれていると発言した件
- 知事記者会見（2024年5月8日（水曜日））[119][326] - 元西播磨県民局長は、公益通報されているのに、人事処分の決定をした件
- 知事記者会見（2024年4月26日（金曜日））[122][327] - 無所属の県議が第三者委員会設置を要望した件、人事当局が調査中とした件
- 知事記者会見（2024年4月18日（木曜日））[328][329] - 6万円相当のコーヒーメーカーを産業労働部長が受け取っていた件
- 知事記者会見（2024年4月10日（水曜日））[330][331] - 県の内部調査の調査方法が余りに非常識不適切で元県民局長が公益通報した件
- 知事記者会見（2024年4月2日（火曜日））[332][333] - 事実無根とは認めず、内部告発早急に調査すべきと元県民局長が反論した件
- 知事記者会見（2024年3月27日（水曜日））[334][335] - 嘘八百含めて文書を作って流す行為は公務員失格と前知事が発言した件

## 文書問題調査特別委員会（百条委員会）インターネット配信
- 【兵庫県議会】令和6年11月18日　文書問題調査特別委員会（第11回百条委員会）[336]
- 【兵庫県議会】令和6年10月25日　文書問題調査特別委員会（第10回百条委員会）[224]
- 【兵庫県議会】令和6年10月24日　文書問題調査特別委員会（第9回百条委員会）[225]
- 【兵庫県議会】令和6年10月11日　文書問題調査特別委員会（第8回百条委員会）[337]
- 【兵庫県議会】令和6年9月6日午後　文書問題調査特別委員会（第7回百条委員会）[105]
- 【兵庫県議会】令和6年9月6日午前　文書問題調査特別委員会（第7回百条委員会）[112]
- 【兵庫県議会】令和6年9月5日午後　文書問題調査特別委員会（第6回百条委員会）[30]
- 【兵庫県議会】令和6年9月5日午前　文書問題調査特別委員会（第6回百条委員会）[338]
- 【兵庫県議会】令和6年8月30日　文書問題調査特別委員会（第5回百条委員会）[339]
- 【兵庫県議会】令和6年8月2日　文書問題調査特別委員会（第4回百条委員会）[340]
- 【兵庫県議会】令和6年7月19日　文書問題調査特別委員会（第3回百条委員会）[191]

## 文書問題調査特別委員会（百条委員会）記者発表資料
- 令和6年10月28日 文書問題調査特別委員会（第１２回及び第１３回）の開催について（PDF：50KB）
- 令和6年10月11日 文書問題調査特別委員会（第１０回及び第１１回）の開催について（PDF：95KB）
- 令和6年10月11日
  - 文書問題調査特別委員会が実施した「兵庫県職員アンケート調査」集計結果について（PDF：134KB）
  - 別紙：集計表（全体）（PDF：91KB）
  - 中間報告以降ネット回答分報告（PDF：2,070KB）
  - 郵送回答分報告（PDF：1,197KB）
- 令和6年10月3日 文書問題調査特別委員会（第９回）の開催について（PDF：93KB）
- 令和6年9月10日 今後の文書問題調査特別委員会の開催予定について（PDF：46KB）
- 令和6年9月3日 文書問題調査特別委員会（第７、８回）の開催について（PDF：119KB）
- 令和6年8月23日
  - 文書問題調査特別委員会が実施した「兵庫県職員アンケート調査」中間報告のとりまとめについて（PDF：70KB）
  - 別紙：中間報告（PDF：2,145KB）
- 令和6年8月15日 文書問題調査特別委員会が実施した「兵庫県職員アンケート調査」の回答状況について（PDF：68KB）
- 令和6年8月2日 文書問題調査特別委員会（第５回）の開催について（PDF：98KB）
- 令和6年7月30日
  - 文書問題調査特別委員会における兵庫県職員アンケート調査の実施について（PDF：103KB）
  - 別紙：アンケート
- 令和6年7月19日 文書問題調査特別委員会（第４回）の開催について（PDF：92KB）
- 令和6年6月27日 文書問題調査特別委員会（第3回）の開催について（PDF：95KB）
- 令和6年6月14日
  - 文書問題調査特別委員会の正副委員長の選任等について（PDF：85KB）
  - 別紙：文書問題調査特別委員会委員名簿（PDF：96KB）